# Pflug

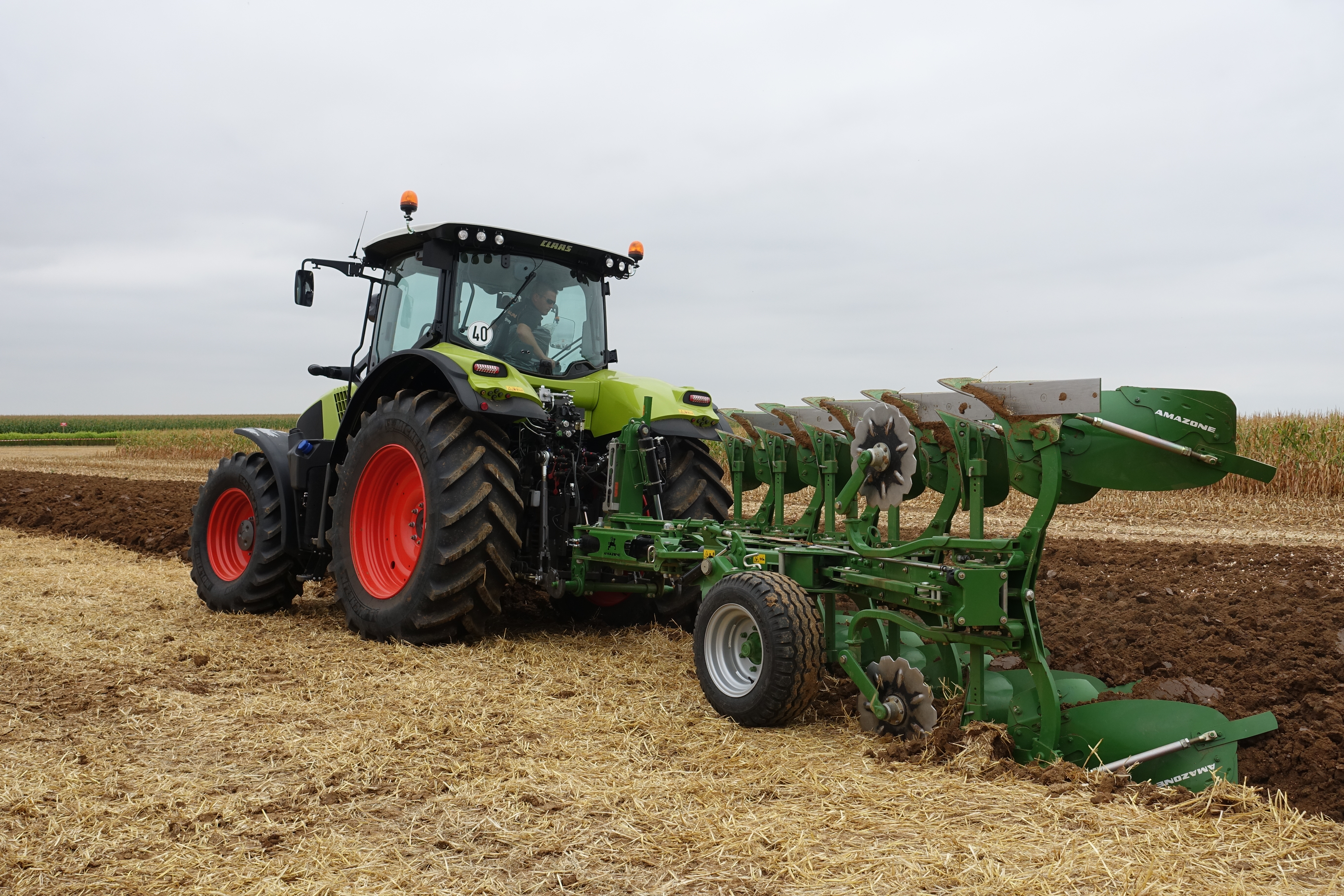
Moderner Drehpflug an einem Traktor

Ein Pflug ist ein landwirtschaftliches Gerät zur Lockerung und zum Wenden (Pflügen) des Ackerbodens im Bereich des Bearbeitungshorizontes. Mit dem Begriff Pflug wird eine Maschine beschrieben, die zwei Kraftquellen nutzt. Die eine Kraft wirkt über den Pflugbaum (Grindel) als eine parallel zum Boden gerichtete Zugkraft, die andere über den Führungsgriff (Sterz) als eine senkrecht zum Boden hin wirkende Druckkraft.

## Pflügen

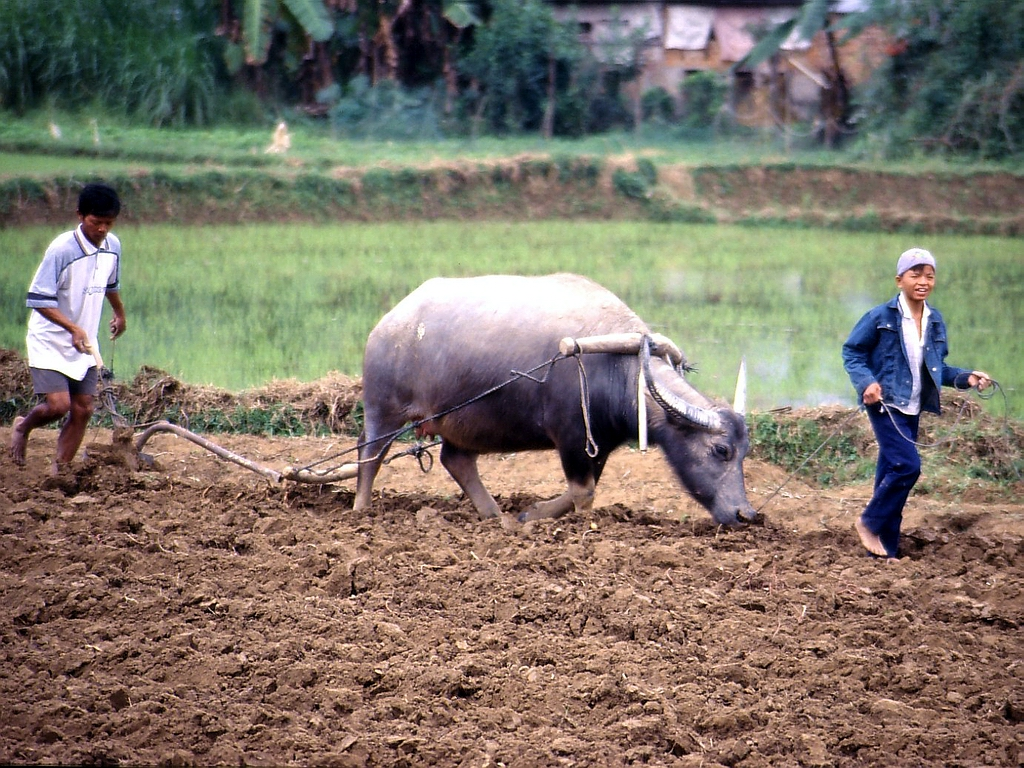
Landwirtschaft in Vietnam: Pflügen mit Schwingpflug und Wasserbüffel als Zugtier

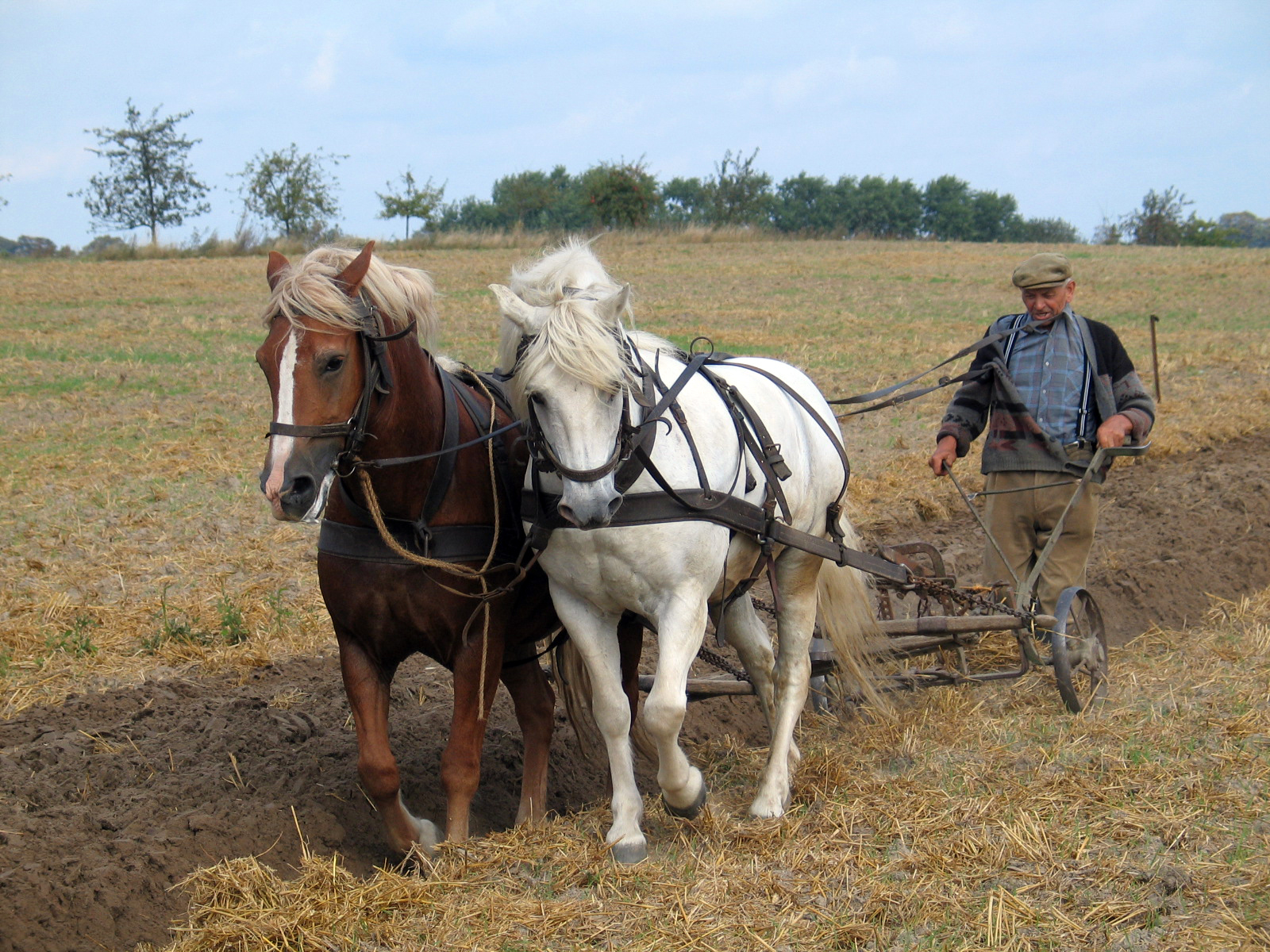
Bauer mit Zweigespann und Einschar-Karrenpflug

Pflügen ist das Lockern und Wenden der Ackerkrume mit Hilfe eines Pflugs (Bodenbearbeitung). Durch Pflügen wird das Bodengefüge aufgelockert, indem der Boden in der jeweiligen Bearbeitungtiefe gewendet wird. Je nach Art und Einstellung des Pfluges, Bodengegebenheiten und Nutzung von zusätzlichen Geräten (v. a. Packer) kann der Ackerboden mehr oder weniger uneben zurückgelassen werden. Durch die erhöhte Sauerstoffzufuhr und Witterungseinwirkungen wird die Zersetzung organischer Stoffe bewirkt. Im Sinne der (ggf. erstmaligen) Vorbereitung eines Bodens als Ackerland durch das Pflügen spricht man auch von Umbruch.
Das Pflügen dient folgenden Zwecken:
- Durchlüftung und v. a. im Frühjahr Erwärmung des Bodens mit dadurch geförderter biochemischer Zersetzung älteren pflanzlichen Materials. Allerdings führt das nach herrschender Meinung auch zu Humusverlust und Freisetzung klimawirksamer Gase (Bodenatmung). Langfristig kann es zum Beispiel zum Rückgang mikrobieller Aktivität oder der Wasserspeicherfähigkeit kommen[3][4]
- gleichmäßige und bedeckende Einarbeitung von Ernterückständen oder auf den Acker aufgebrachten organischen Materials (z. B. Mist, Gülle, Häckselstroh)
- mechanische Begleitvegetations-Bekämpfung
- Bekämpfung von tierischen Schädlingen, insbesondere Feldmäusen, durch Zerstörung der unter der Bodenoberfläche gelegenen Gänge und Nistkammern[5]
- mechanische Lockerung des Bodens, insbesondere von verdichteten Stellen
- Vorbereitung des Ackers als Saatbett

Im Regelfall wird viereckig mit dem Kehrpflug oder Beetpflug gepflügt, bei einem genügend breiten Rain (Feldrand) auch streifenförmig. Beim Konturpflügen (amerik. contour plowing) werden die Furchen parallel zum Hang gelegt, um die Erosion (Hangabspülung) zu vermindern. Dies wurde vor allem in den amerikanischen Great Plains gepflegt.
Der Erfolg des Pflügens ist vom richtigen Zeitpunkt, von der dem Boden angepassten Arbeitstiefe und von der Witterung abhängig. Wird dies nicht beachtet, kann der Pflug der Bodenstruktur erhebliche Schäden zufügen. Normalerweise wird im Herbst gepflügt. Große Erdschollen können danach über den Winter durch Frostsprengung zerfallen. Wegen der Bodenorganismen und der Humusschicht soll nicht zu tief gepflügt werden. Zur Saatbettbereitung werden Felder danach mit der Egge geglättet („geeggt“).

### Kritik am Pflügen
Aufgrund der Schäden, die Pflügen dem Boden zufügt, wird bei der konservierenden Bodenbearbeitung auf das Pflügen verzichtet. Die Bodenerosion wird vermindert, da fließendes Wasser am Hang oder Wind den stark aufgelockerten Boden leicht erodieren kann. Die Wasserverluste durch Verdunstung werden verringert, wenn die Pflanzenrückstände nicht eingepflügt werden, sondern auf der Oberfläche belassen werden. Wenn der Boden gepflügt wird, nimmt unterhalb der Pflugsohle die Dichte des Bodens schlagartig zu. An dieser Grenzschicht staut sich bei Starkregenereignissen das Wasser, sodass leichter Staunässe auftreten kann.  Auch der Boden als Ökosystem profitiert von einer pfluglosen Bearbeitung.

## Geschichte des Pfluges
Der gelehrte Kaiser Shin-nong soll einer Legende zufolge um 3700 v. Chr. in China den Pflug erfunden haben. Die früheste Methode, den Boden aufzulockern, war der noch heute in vielen Teilen der Welt verwendete Grabstock oder Furchenstock, der eine gewisse Hebelwirkung bot und zum Ziehen von flachen Saatrillen benutzt werden konnte. Das Erdreich wurde kleinflächig mit Hacken aufgelockert. Es folgten pflugähnliche, durch Menschen gezogene Geräte (Ziehstock, Ziehspaten). Bereits in prähistorischer Zeit löste der Pflug an vielen Orten Hacken oder Spaten sowie Grab-, Furchen- und Pflanzstöcke für die Feldarbeit ab.

### Ritzpfluggerät

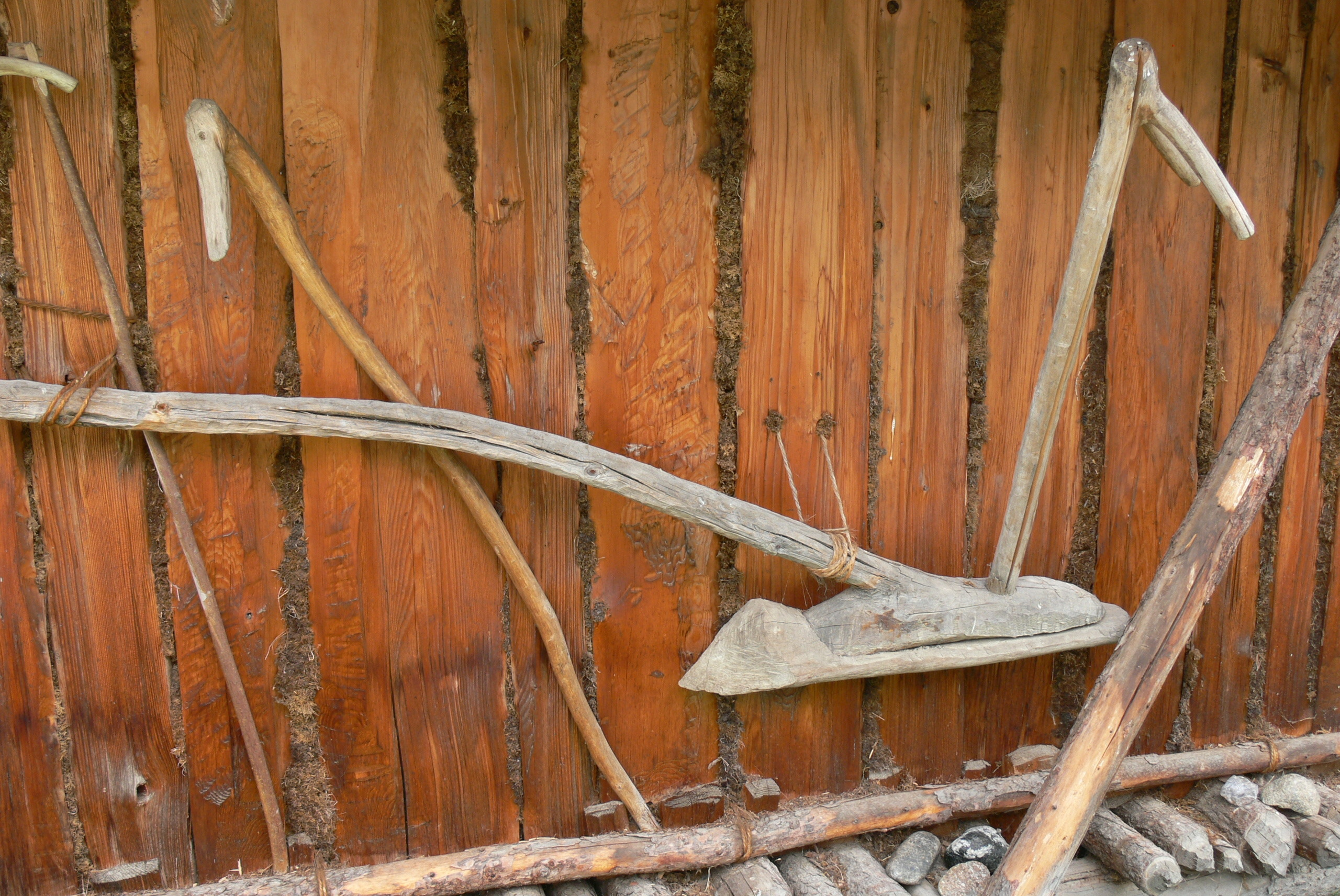
Rekonstruktion eines neolithischen Ritzpflugs, ArcheoParc Schnals, Südtirol

#### Neolithische Kulturen
Frühformen des Pfluges wurden anscheinend parallel in verschiedenen Kulturen der Jungsteinzeit erfunden (Harappa, Starčevo-Kultur). Diese ersten Formen waren Ritzpflüge, die fachsprachlich als Ard oder Arl bezeichnet werden. Sie besaßen eine symmetrische Holzspitze, die später durch Eisenplatten verstärkt wurde. Da er bei einem einmaligen Arbeitsvorgang die oberste Bodenschicht nur leicht aufritzte, ging man dazu über, den Acker in zwei Richtungen zu pflügen. Diese Art des Kreuzpflügens wurde seit der Jungsteinzeit ausgeführt und hat sich stellenweise, vor allem im Mittelmeerraum, bis in die Neuzeit gehalten.

Ritzpflugtypen:
1 – Krümelpflug
2 – Hakenpflug
3 – Sohlenpflug

Der früheste Fund eines Grabstock- oder Hakenpfluges in Europa stammt aus „Egolzwil 3“ Kanton Luzern und datiert in die Mitte des 5. Jahrtausends v. Chr. Furchenspuren wurden auf dem Gräberfeld von Flintbek, Kreis Rendsburg-Eckernförde, Norddeutschland sowie unter Megalithanlagen und in Siedlungen in den Niederlanden und Dänemark gefunden. Diese Region wurde um 4300 v. Chr. von der Trichterbecherkultur (TBK) besiedelt. Diese Hakenpflüge, die aus einem Grabstock bestanden, haben einen Pflughaupt, nach oben gebogenen und Einstellung in die Sterze, sind von der Baum durchbohrt und wurden von Ochsen gezogen.
Der älteste in Deutschland gefundene hölzerne Pflug ist der Krümelpflug von Walle in Ostfriesland. Zunächst in das 4. Jahrtausend v. Chr., später (in den fünfziger Jahren) in die ausgehende Jungsteinzeit (etwa 2000 v. Chr.) eingeordnet, datieren neuere Messungen den Pflug inzwischen in die frühe Bronzezeit (1940 bis 1510 v. Chr.). Kennzeichnend für den Krümel- oder Bogenpflug ist, dass Krummbaum (auch Krümel), Sohle und Schar aus einem Stück Holz gearbeitet sind; hinzu kommt nur noch die Sterze, die in das rückwärts überstehende Sohlenende hinter dem Krummbaum gesteckt und mit Holzkeilen verfestigt ist. Solche Hakenpflüge hielten sich in Mitteleuropa bis ins späte Mittelalter; die süddeutschen Namen Arl oder Erling ‚Ritz-, Krümelpflug‘ wurden aus dem Slawischen entlehnt.
Jens Lüning nimmt an, dass bereits die Linearbandkeramiker den Pflug nutzten. Dafür gibt es indirekte Belege wie die Verochsung von Stieren. Die meisten Autoren gehen jedoch davon aus, dass der Pflug zusammen mit Wagen erst in der Trichterbecherkultur bzw. der Badener Kultur in Mittel- und Nordeuropa gebräuchlich wurde. Aus der Zeit der Schnurkeramik liegen Pflugspuren vor.

#### Bronze- und eisenzeitliche Pflüge

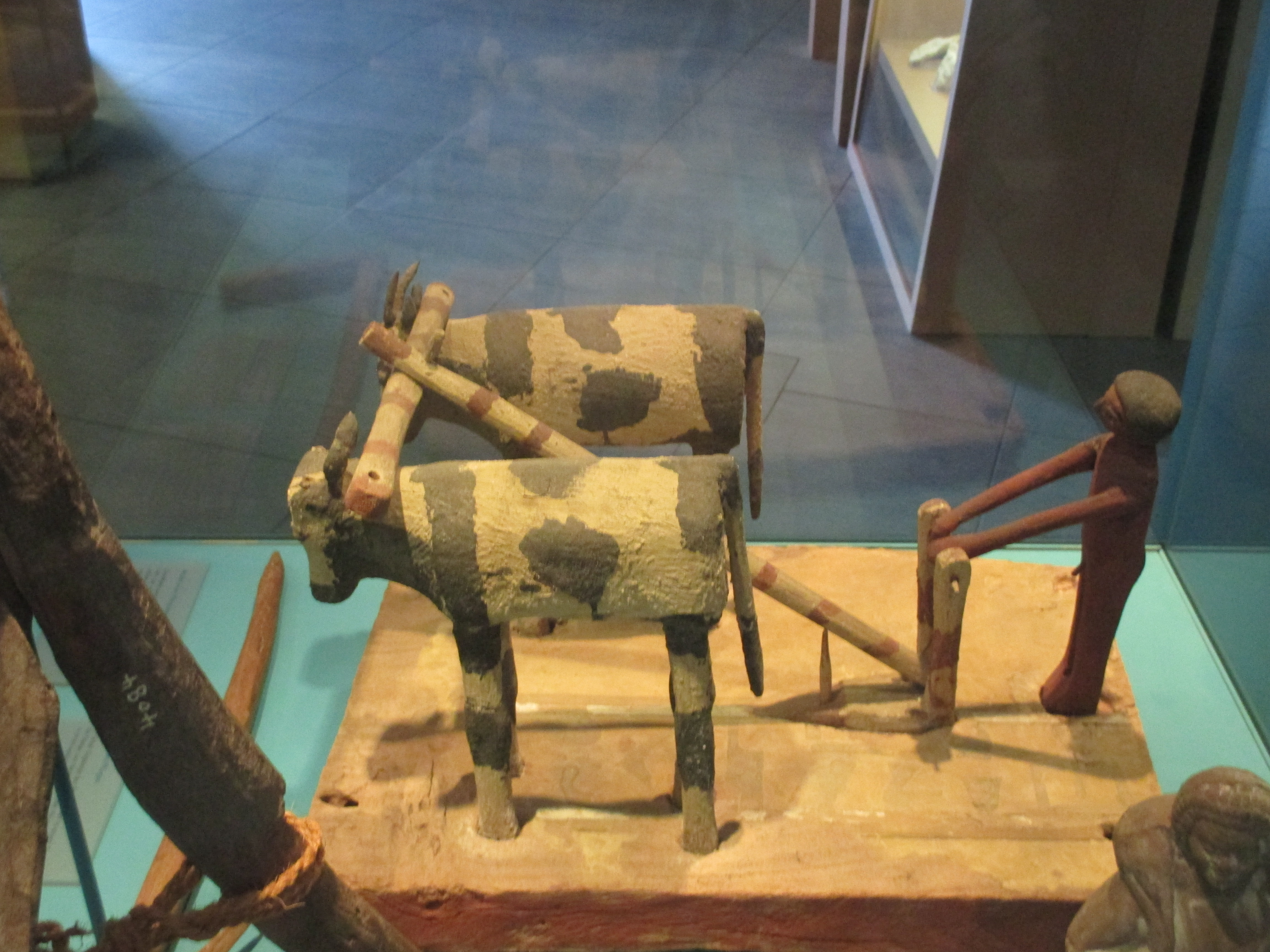
Eines der Holzmodelle aus dem Mittleren Reich im Roemer- und Pelizaeus-Museum Hildesheim mit Darstellung einer Pflügeszene

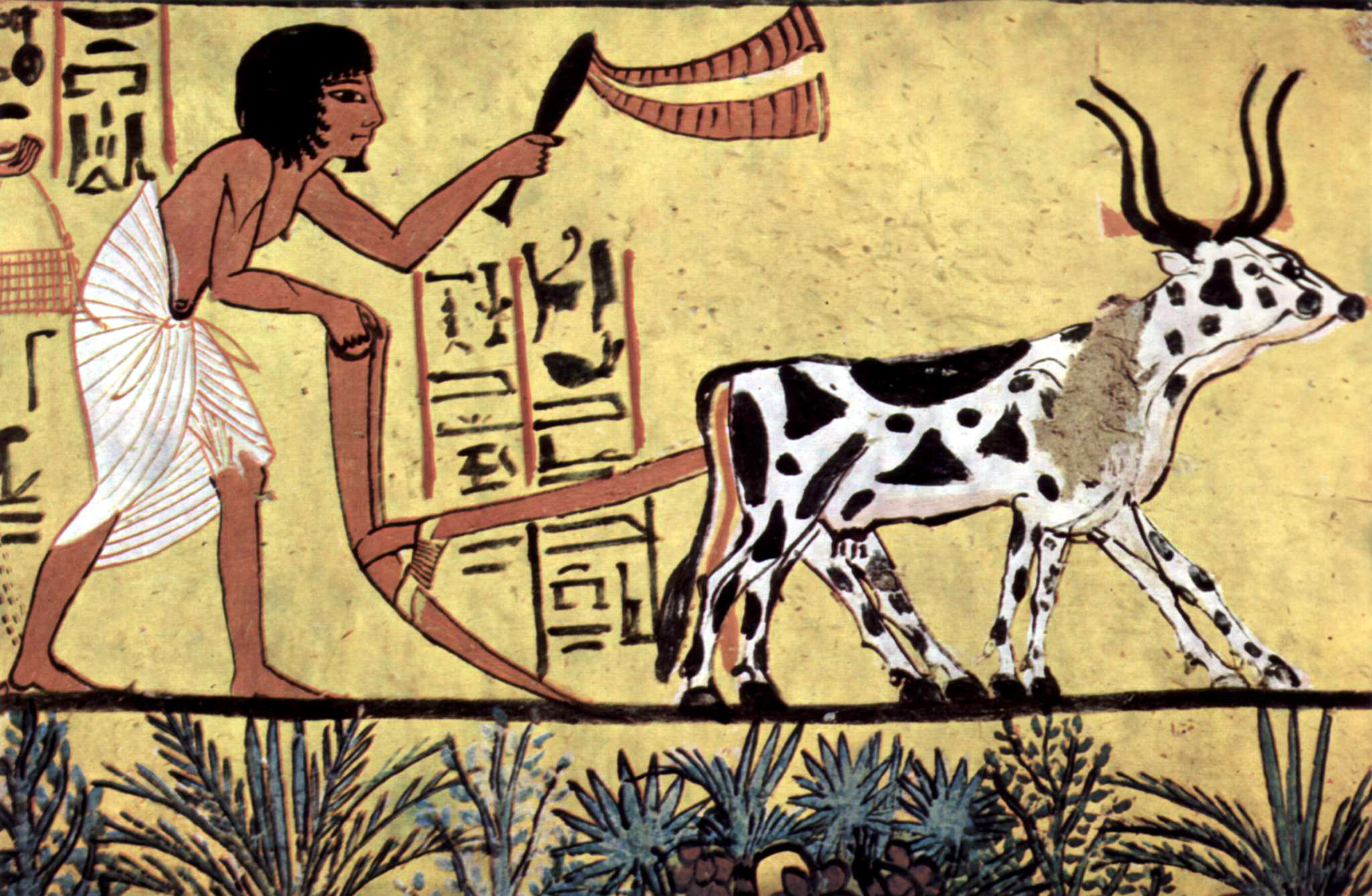
Altes Ägypten; Neues Reich 1200 v. Chr. (Grabkammer von Sennedjem)

Zunächst zogen Ochsen, später auch Kühe den Pflug. Sehr viel später kamen Esel, Kamele oder Maultiere hinzu, in Mitteleuropa in größeren Betrieben die leistungsfähigeren Pferde.
Mesopotamien und Ägypten (später auch Indien) sind vermutliche eigenständige Mutterlandschaften des Pfluges. Der Übergang vom Hack- zum Pflugbau in Ägypten mag dort schon während der Naqada-II-Periode (3700/3600–3200 v. Chr.) stattgefunden haben. Zwei Arten sind zu unterscheiden: der tierbespannte Umbruchpflug (sumerisch apin, akkadisch ḫarbu, ägyptisch hb.w), um die Ackererde zu lockern, und der altmesopotamische Saatpflug (sumerisch numun-gar, akkadisch epinnu) mit Saattrichter, mit dem eine gleichmäßige Aussaat erreicht wurde. Nach 3000 v. Chr. wurden altsumerische Pflüge typischerweise mit Bronzescharen beschlagen; mit Eisenscharen nach 1200 v. Chr. in Assyrien und Ägypten. Noch zu Beginn des 20. Jahrhunderts erfolgte der Pflugbau in Kleineurasien weitgehend auf diese einfache Weise.

### Bodenwendendes Pfluggerät
In den 70er Jahren des 1. Jahrhunderts n. Chr. beschreibt Plinius der Ältere in seiner Naturgeschichte den Räderpflug mit breiter Schar zum Wenden der Scholle als neue Erfindung der rätischen Gallier: „Vor nicht langer Zeit hat man im rätischen Gallien die Erfindung gemacht, an einer solchen Pflugschar zwei kleine Räder anzubringen; man nennt diese Art plaumoratum. Die Spitze hat die Form eines Spatens. … Die Breite der Pflugschar wendet den Rasen um“ (Übersetzung Roderich König).
Im 4. Jahrhundert n. Chr. kam der Räderpflug auf; dieser konzentriert die Zugleistung des Tieres mehr auf das Aufbrechen des Bodens statt auf das Ziehen des recht schweren Gerätes. Die Verwendung von Pferden zum Pflügen wurde mit der Erfindung des Kummets besonders effektiv, denn der noch bis zum 8. Jahrhundert verwendete Hals- und Leibgurt beeinträchtigte die Atmung des Zugtieres, und das danach gebräuchliche Stranggeschirr war nicht viel effektiver.

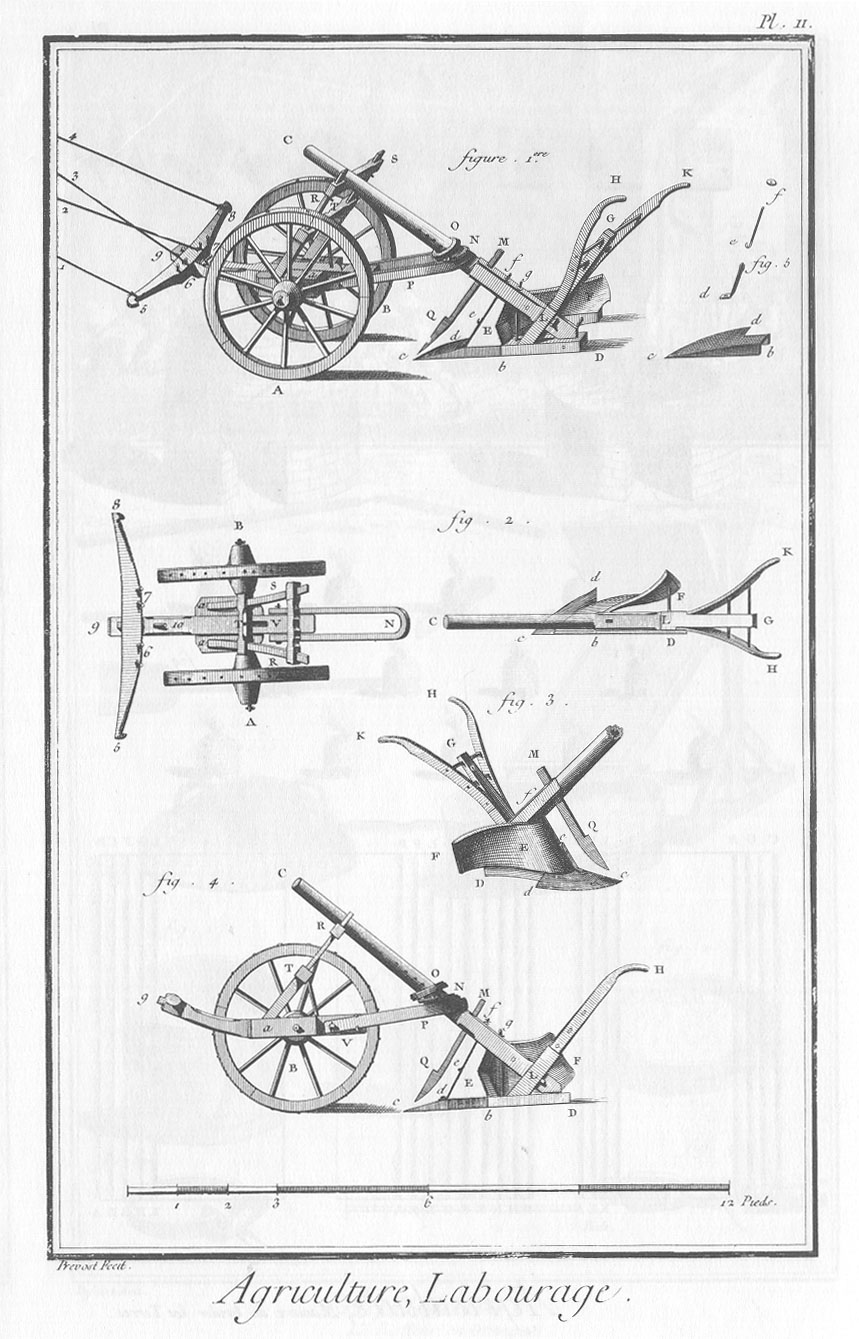
Abbildung eines Karrenpflugs mit Eisenschar, Sech und Streichblech

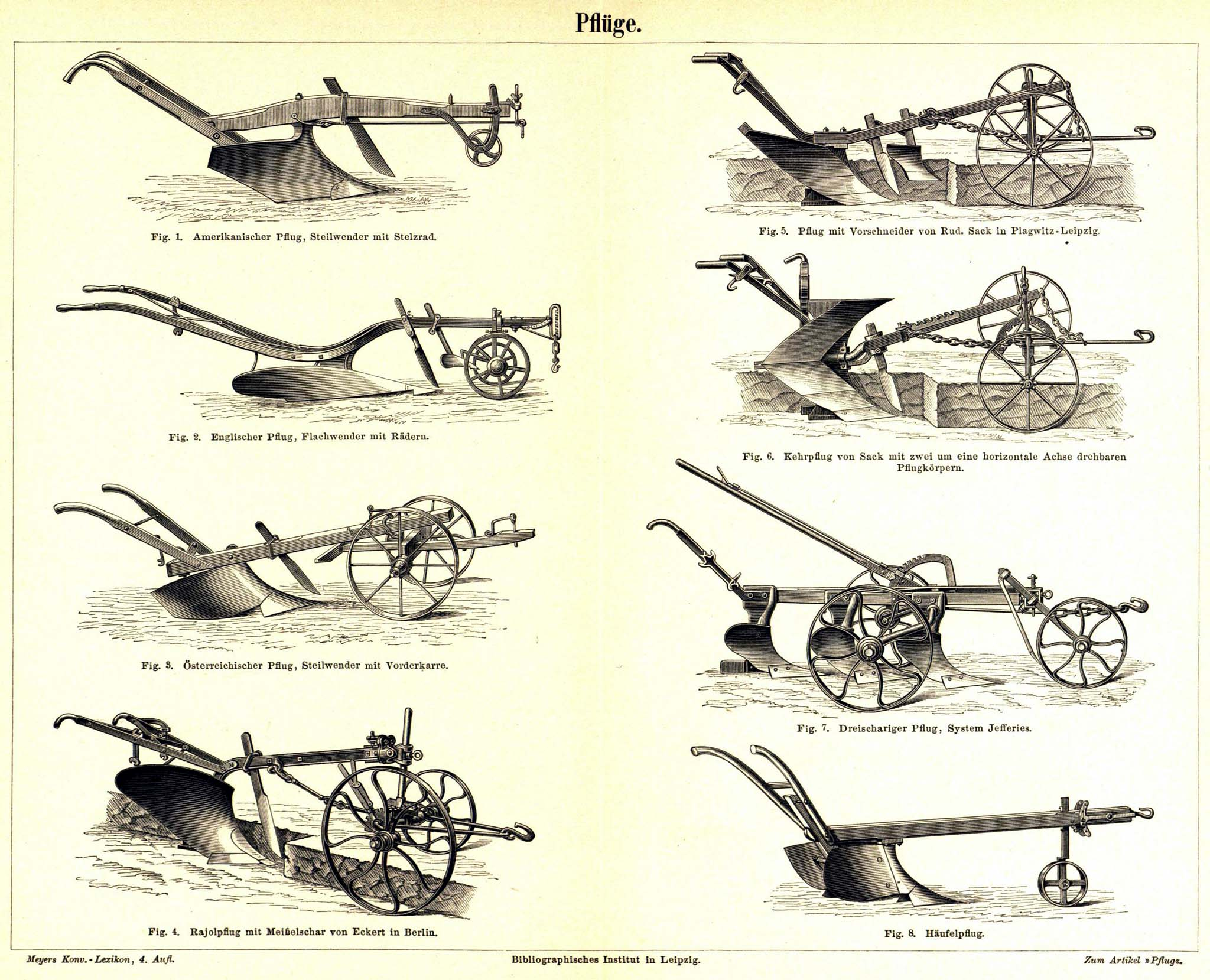
Verschiedene historische Pflugbauarten

Eine wesentliche Verbesserung war die Eisenschar. Die Wirkungsweise des Pfluges verbesserte sich durch die Anbringung eines Streichbrettes (seit Pflüge aus Stahl gefertigt werden, Streichblech genannt), und des Messerseches enorm: Durch die Schneidwerkzeuge Schar und Sech wird der Erdstreifen herausgeschnitten und vom Streichblech gewendet. Der Bewuchs, auch ungewolltes Beikraut (sog. Unkraut), wird dadurch vergraben und es findet sich nur saubere Erde auf der Oberfläche. Bei manchen Konstruktionen findet man sogenannte Vorschneider oder Kolter.
Eisenschare (chin. guan) mit scharfer Spitze, anschließendem Mittelsteg und zwecks Reibungsverminderung leicht aufwärts geneigten Seitenflügeln zum Abstreichen der Erde gab es in China bereits seit dem 3. Jahrhundert v. Chr. Schon zu dieser Zeit – vor der Zeitenwende – existierten in China vier Arten von Streichbrettern, die passgenau (d. h. ohne Reibung) in die Pflugschar übergingen und den Boden unterschiedlich wendeten und aufwarfen. Weiterhin konnte man an der Konstruktion die Tiefe einstellen, in der man die Erde pflügen wollte. Das Wissen um die Bauweise wurde im alten China von offizieller Seite verbreitet.
Der im 15. Jahrhundert entwickelte Kehrpflug besaß ein umsetzbares Streichbrett und eine symmetrische Schar. Dadurch war es möglich, nach rechts und nach links zu pflügen. So konnte der Pflug am Ende der Furche gewendet und in die entgegengesetzte Richtung gepflügt werden.
In Europa wurden Streichbretter erst im späten Mittelalter (zunächst aus Holz) eingeführt und danach bis ins 18. Jahrhundert noch sehr primitiv gebaut, so dass man große Reibungsverluste hatte und mehr Zugtiere für die gleiche Arbeitsleistung benötigte. Erst im 18. Jahrhundert begann mit dem Rotherham Plough ein ernsthaftes Umdenken. Ein Pionier auf dem Gebiet war James Small (um 1730–1793), dessen Pflüge sich in England und Schottland (aber noch nicht in Deutschland) 150 Jahre lang durchsetzten. Der Schotte John Bailey baute gegen Ende des 18. Jahrhunderts den ersten Pflug nach mathematischen Grundsätzen, der durch Albrecht Daniel Thaer auch in Deutschland eingeführt wurde.
Im Jahr 1809 wurde in der Steiermark vom Dorfschmied Pangraz Fuchs in Wagersbach der Fernitzer Pflug hergestellt. Das speziell angebaute Sech war eine Innovation zu den damals regional üblichen Pflügen. Neu war die Art der Befestigung am Grindel. Den Namen Fernitzer Pflug bekam er, weil Wagersbach damals zur Pfarre Fernitz gehörte. Auf Betreiben des Erzherzogs Johann von Österreich verbreitete sich dieser Pflug bald in der gesamten Habsburgermonarchie.
Zwischen 1824 und 1827 konstruierten die Cousins František (1796–1849) und Václav Veverka (1799–1849) aus Rybitví die ersten steilwendenden Sturzpflüge (Ruchadlo), deren Streichblech über eine zylindrische, schräggestellten Form verfügt, welche den gepflügten Erdstreifen um seine Querachse biegt und so bricht und krümelt.
Der amerikanische Schmied John Deere erfand 1837 den ersten selbstreinigenden Stahlpflug und legte damit das Fundament für sein Unternehmen Deere & Company, das heute der größte Landmaschinenhersteller der Welt ist.
Als um 1900 die Vorläufer von Traktoren auf die Äcker kamen, hießen sie „Kraftpflüge“.

## Aufbau des Pfluges

Komponenten eines Pfluges: 1 Grindel, 2 Zugvorrichtung, 3 Einstellung der Arbeitstiefe, 4 Sech, 5 Meißel, 6 Schar, 7 Streichblech mit Streichschiene

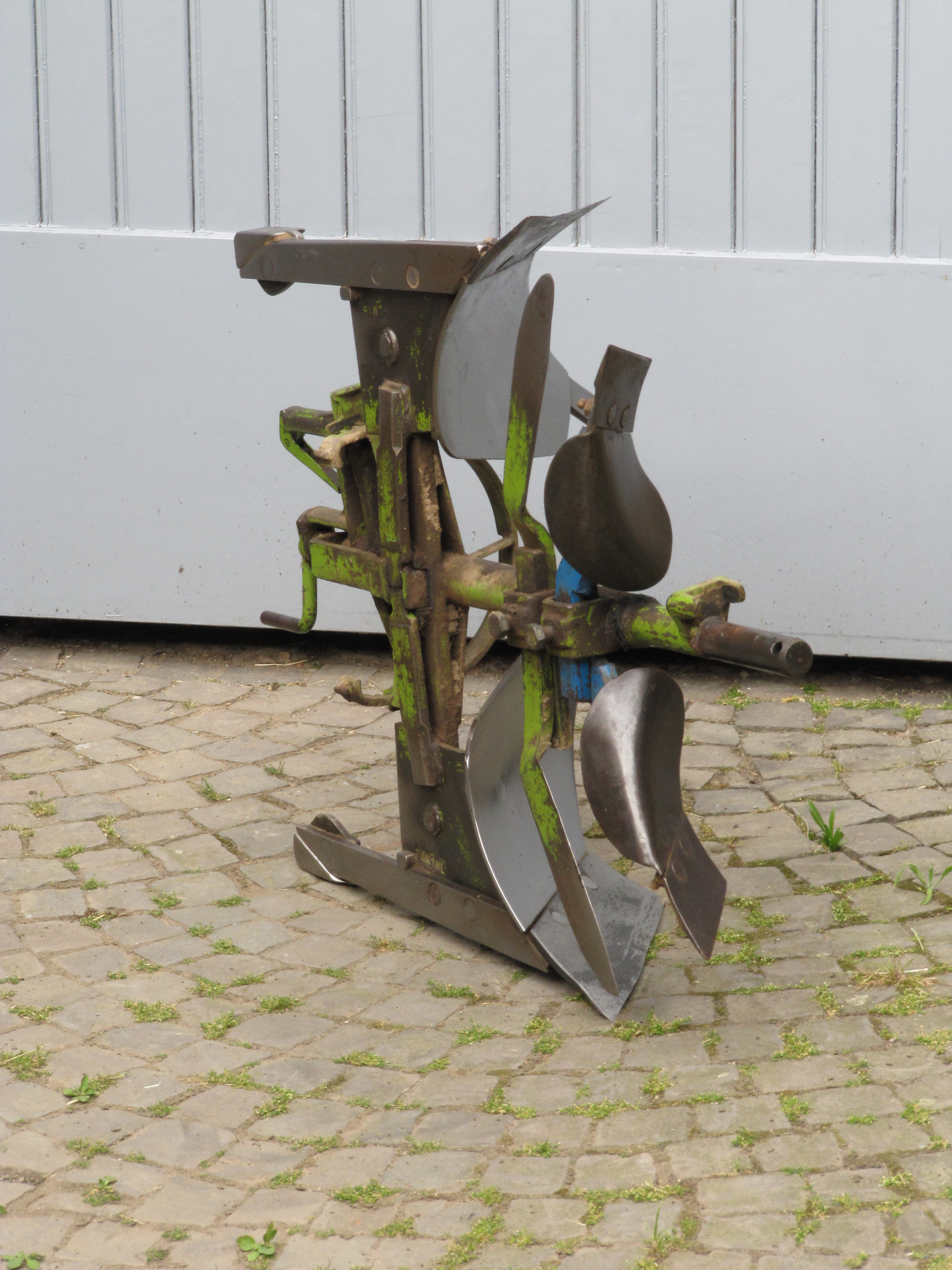
Einschar-Volldrehpflug mit Düngereinleger und Messersech; gut zu erkennen hinter Schar und Streichblech die Griessäule und die Sohle

Der Pflugkörper in seiner Gesamtheit besteht aus:
Schar
Das den Boden horizontal schneidende Messer, manchmal noch unterteilt in vorschneidenden Meißel (Vorschar) und die nachschneidende eigentliche Hauptschar, ist am Streichblech befestigt. Zwillingsschare (Doppelschar) an Kehrpflügen waren bei der früheren Zugtieranspannung sehr verbreitet.
Streichblech
auch Riester, Rüster, Furchenwender, Rüsterbrett und Streichbrett genannt, war anfangs aus Holz und ebenförmig. Das neuzeitliche Streichblech hat eine schraubenförmige oder zylindrische Form und wendet den von der Schar geschnittenen Boden zur Seite. Oftmals ergänzt durch eine Streichschiene zur sicheren Wendung des Bodens.
Sohle
landwirtschaftlich auch Anlage oder Haupt genannt, ist ein Flachstahlstreifen, welcher den vom Streichblech und Schar erzeugten Seitendruck zum ungepflügten Land hin abstützt, die wichtige Voraussetzung für die Pflugsteuerung.
Griessäule
auch Bruststück oder Grieser; an der Griessäule ist oben der Grindel, vorne das Streichblech und die Schar und seitlich die Sohle befestigt. Die Griessäule hält den Pflugkörper zusammen.
Grindel
auch Gründel, Grendel, Pflugbalken, (Pflug-)Baum oder Rahmen genannt, ist die Verbindung des Pflugkörpers zum Zugpunkt.
Sterzen
nennt man die Steuergriffe bei Zugtierpflügen; an älteren Schwingpflügen sind auch einarmige Sterze zu finden.
Hat der Pflug ein schraubenförmiges Streichblech, spricht man von Schraubenkörpern, andernfalls von zylindrigen Körpern. Der schraubenförmige Körper wendet etwa 110 bis 115 Grad, der Zylinderkörper bis über 135 Grad. Die Übergänge sind heute fließend. Je zylindrischer der Körper ist, desto besser wendet und krümelt der Pflug, Schraubenkörper können hingegen schneller gefahren werden und sind leichtzügiger. Grünland wird von Schraubenkörpern sehr sauber gewendet.
Eine Sonderform ist der Streifenkörper. Hier besteht das Streichblech nicht aus nur einem, sondern aus mehreren Streifen. Streifenkörper werden auf besonders schweren, klebenden Böden sowie auf Moorböden eingesetzt. Im Vergleich zu ungeteilten Streichblechen sind dort Zugkraftersparnisse möglich. Durch verschiedene Anstellwinkel in Längsrichtung der Streifen kann ein besseres Krümelergebnis erzielt werden.
Dem Hauptkörper werden vielfach nach Bedarf ein Vorarbeitswerkzeug oder eine Kombination derselben vorangestellt. Die Vorarbeitswerkzeuge unterstützen und verbessern die Arbeit des Pflugkörpers:
Sech
Das Messersech, regional auch Kolter oder Vorschneider genannt, schneidet den zu wendenden Erdbalken vertikal vom ungepflügten Land. Die Verwendung des Seches bewirkt eine saubere Furchenwand (z. B. bei Grünlandumbruch) und schont und schützt die vordere Streichblechkante des Pflugkörpers. Neben dem am Rahmen befestigten Messersech gibt es auch das an der Sohle (Anlage) befestigte sogenannten Anlagesech.
Scheibensech
Dieses auch Rundsech genannte Vorarbeitswerkzeug hat die gleiche Aufgabe wie das messerförmige Sech, ist aber leichtzügiger.  Eine runde, sich im Boden abwälzende, Blechscheibe schneidet den zu pflügenden Erdbalken vom ungepflügten Land ab.
Vorschäler
Beim Vorschäler (auch Vorschneider) handelt es sich um einen kleinen Pflugkörper, der in halber Arbeitsbreite des Hauptkörpers die oberste Erdschicht abnimmt und seitlich an den zuvor gewendeten Erdbalken ablegt. Bei Verwendung von Vorschälern kann bei geringerer Arbeitsbreite sehr tief gepflügt werden, auch wird die Unterbringung von Beikräutern verbessert.
Düngereinleger
Dieser ähnelt dem Vorschäler, besitzt aber eine gerundete Streichblechvorderkante und eine größere Differenz der Arbeitstiefe zwischen Scharspitze und Scharhinterkante. Der Düngereinleger wendet die oberste Erdschicht mit vor dem Pflügen verteilten Stallmist und legt diese so am zuvor gewendeten Erdbalken ab, dass sie zur Vermeidung einer Verkohlung des ausgebrachten Mistes nicht zu tief untergearbeitet wird.

## Pflügen mit Zugtieren

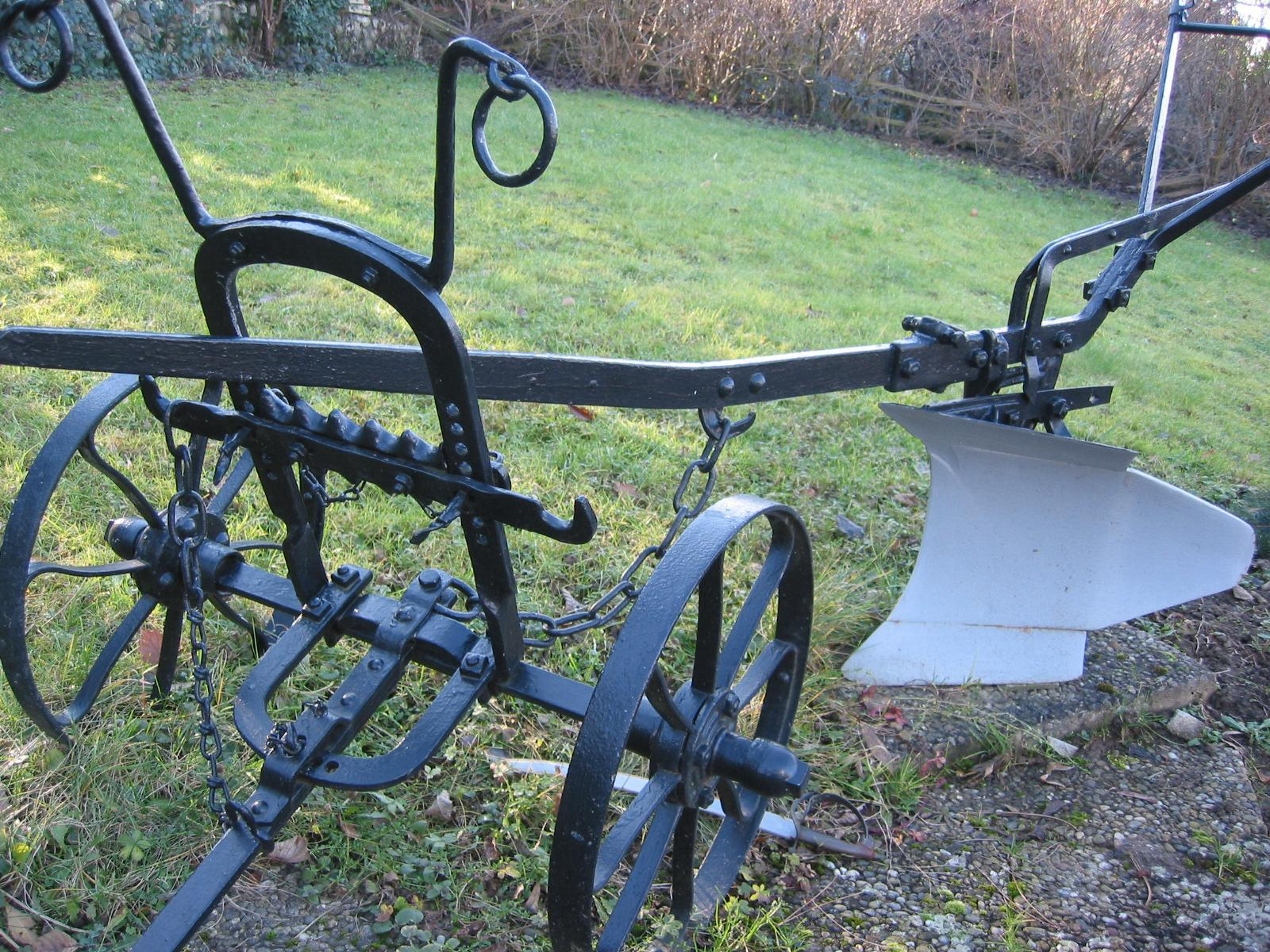
Doppelschar-Kehrpflug mit Pflugkarren für tierischen Zug

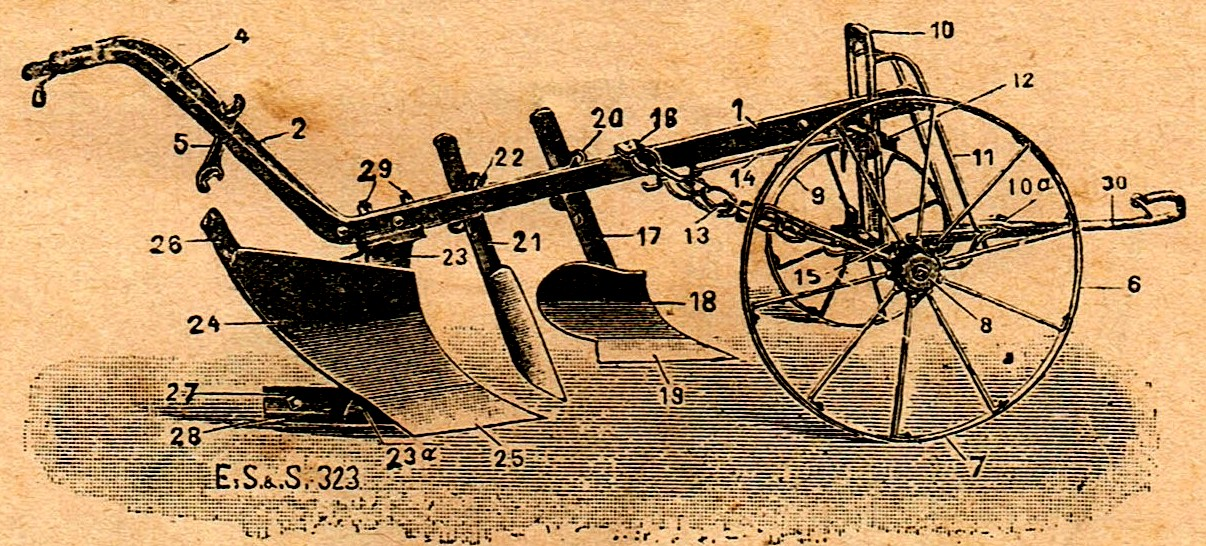
Teile eines Karrenpflugs aus dem Jahre 1922:
1 Pflugbaum, 2 Sterzen, 3 Handgriff, 4 Sterzstrebe, 5 Schraubenschlüssel, 6 rechtes Furchenrad, 7 Radreifen, 8 Radbüchse, 9 linkes Landrad, 10 Karrenbügel, 10a Deichselbügel, 11 Bügelstreben, 12 Pflugbaumträger, 13 Zugketten, 14 Pflugbaumhaltestange, 15 Karrenachse, 16 Zugplatte, 17 Stiel zur Vorschäleranlage, 18 Streichblech zum Vorschäler, 19 Schar zum Vorschäler, 20 Klammer zum Vorschäler, 21 Messer, Kolter oder Sech, 22 Klammer dazu, 23 Anlage mit Griessäule, 23a kleine Sohle rechts, 24 Streichbrett, 25 Schar, 26 Streichstock, 27 Doppelsohle, 28 T-Sohlstück, 29 Schrauben zur Kopfanlage, 30 Deichsel mit Zughaken

Die von Zugtieren (Ochse, Kuh, Esel, Maultier und Pferd) gezogenen Pflüge werden unterschieden in:
Schwingpflug
kein Rad zur Führung; der Pflug wird durch die Art der Anhängung und vom Gespannführer über die Sterzen hinsichtlich Arbeitstiefe und -breite gesteuert.
Stelzpflug
ein Rad oder eine Gleitkufe befindet sich vor dem Schar, die Aufspannung erfolgt direkt am Pflugbalken.
Karrenpflug
der Pflugbalken liegt auf einem zweirädrigen Karren auf, welcher die Aufspannung des Pfluges trägt.
Rahmenpflug
bei dem die Pflugkörper nicht an einem Grindel, sondern an einem von zwei bis vier Rädern getragenen Rahmen befestigt sind.
Die Pflüge hatten ab dem Mittelalter am hinteren Ende zwei Griffe (Sterzen) um den Pflug führen und begrenzt lenken zu können. Die wesentliche Neuerung war der an dem hölzernen Gestell (Grindel) befestigte eiserne Pflugkörper mit Schar und Streichblech. Im allgemeinen Sprachgebrauch wird der Pflugkörper noch heute als Schar bezeichnet; korrekt bezeichnet ist dies nur der bodentrennende Teil des Pflugkörpers.
Für das Hin- und Zurückpflügen in eine Richtung wurden Kehrpflüge entwickelt. Beispiele hierfür sind:
- der Doppelschar-Kehrpflug, auch Unterdrehpflug genannt; die am gleichen Streichblech gegenüber montierten Schare (Zwillingsschare) können durch Drehen des Pflugkörpers um eine waagerechte Achse in Arbeitsstellung gebracht und so die Wenderichtung geändert werden (war aufgrund der preiswerten Konstruktionsart einst eine verbreitete Zugtier-Kehrpflugart).
- der Drehpflug, bei dem die um 180 Grad versetzten spiegelbildlich ausgeführten Pflugkörper an einem drehbaren Grindel befestigt sind.
- der Kipppflug, die gegenüberliegenden Pflugteile werden bei der Rückfahrt in der gleichen Furche eingesetzt (teurere Konstruktion, aber geringerer Kraftaufwand für Wechsel der Arbeitsrichtung bei größeren Arbeitstiefen).

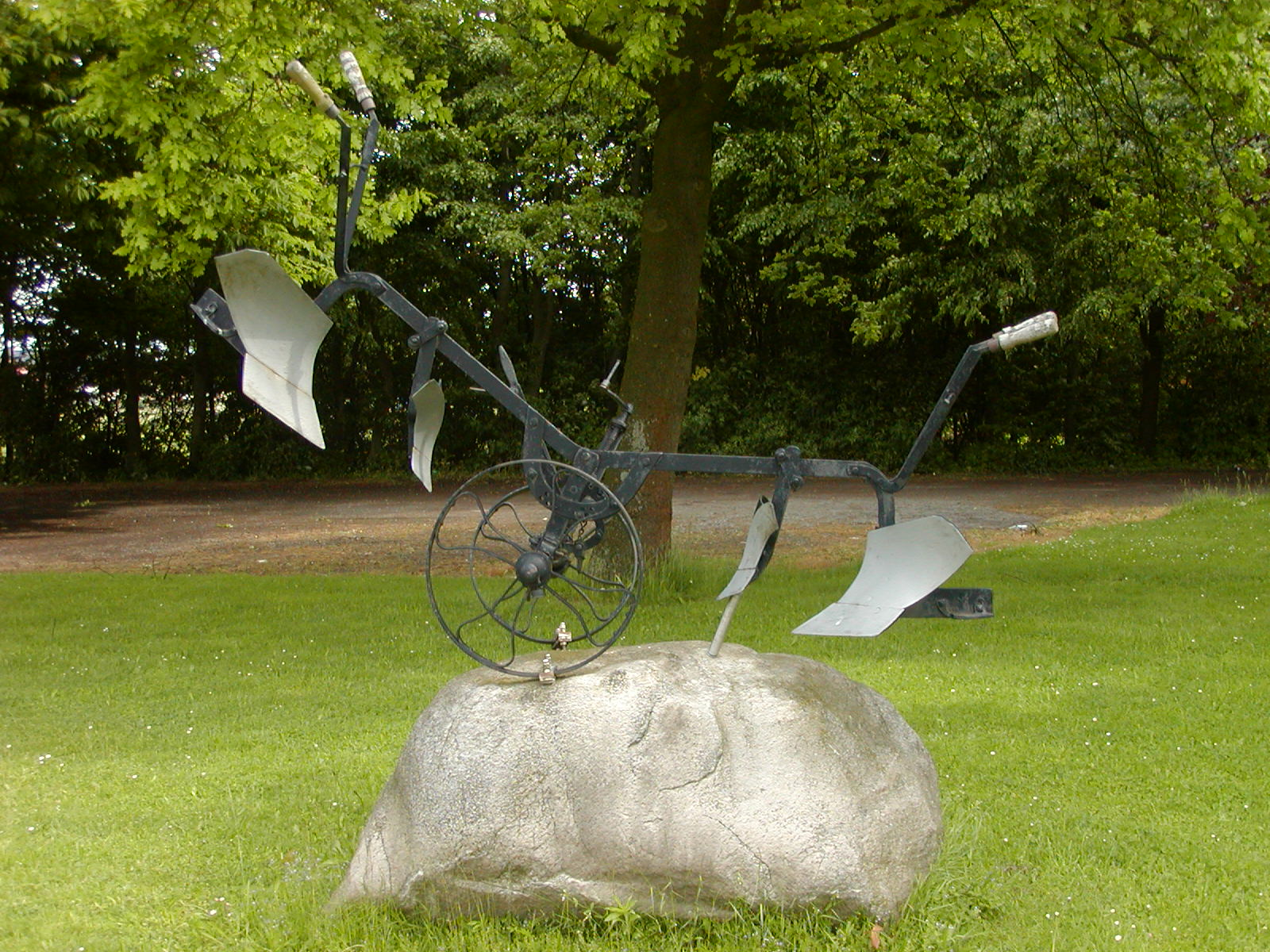
Kipppflug für Zugtiereinsatz, als Denkmal hergerichtet

In landwirtschaftlichen Großbetrieben mit Pferdeanspannung wurden mehrscharige Beet- oder Kehrpflüge mit Selbststeuerung, also ohne Sterzen, und Rigolpflüge für Tiefenlockerung eingesetzt. Der Wanzleber Pflug ermöglichte das für erfolgreichen Zuckerrübenanbau notwendige Tiefpflügen.
Pflüge für Tierzug werden bis heute noch in großer Stückzahl z. B. in Indien gefertigt.

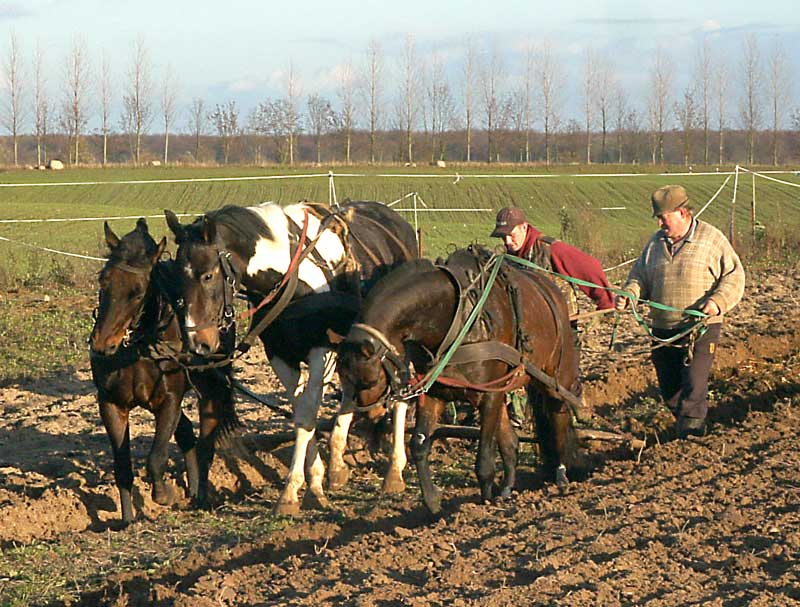
Dreigespann pflügt in schwerem Boden
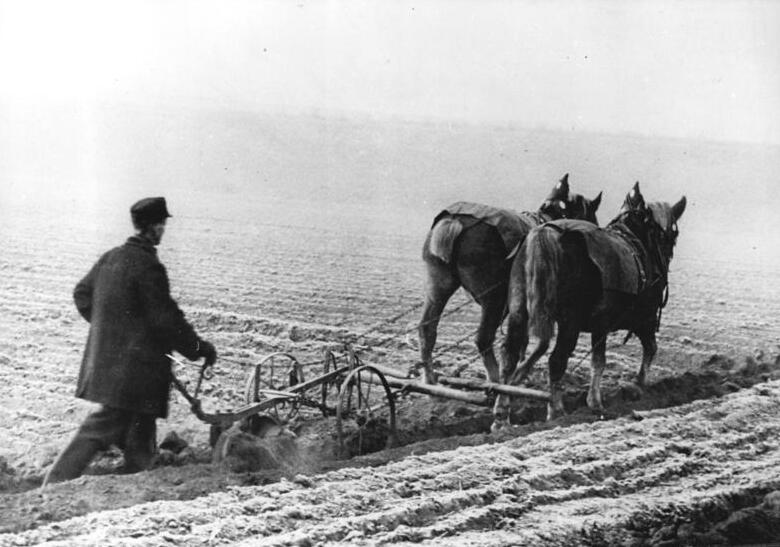
Herbstfurche mit Doppelgespann 1949
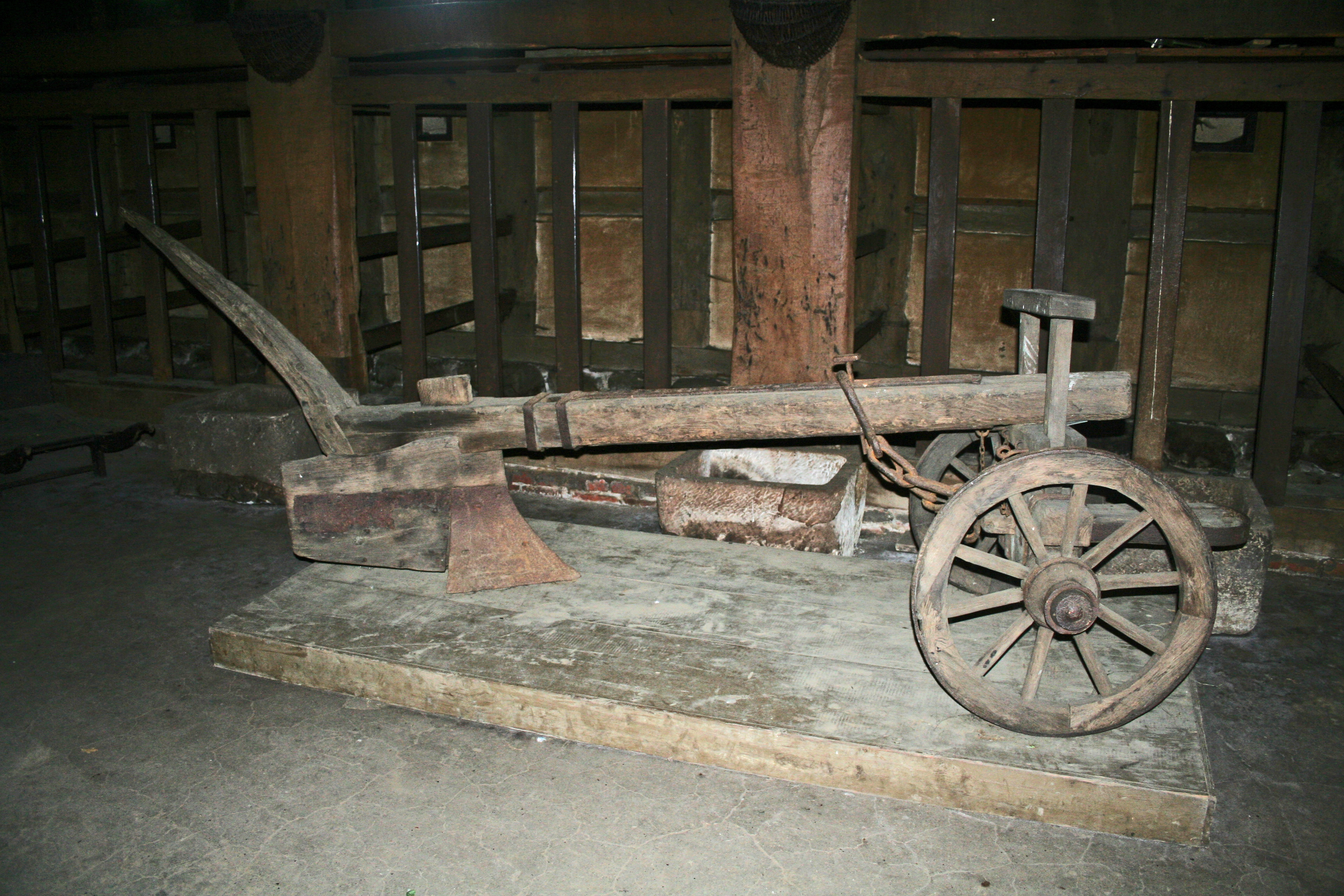
Karrenpflug aus dem 19. Jahrhundert
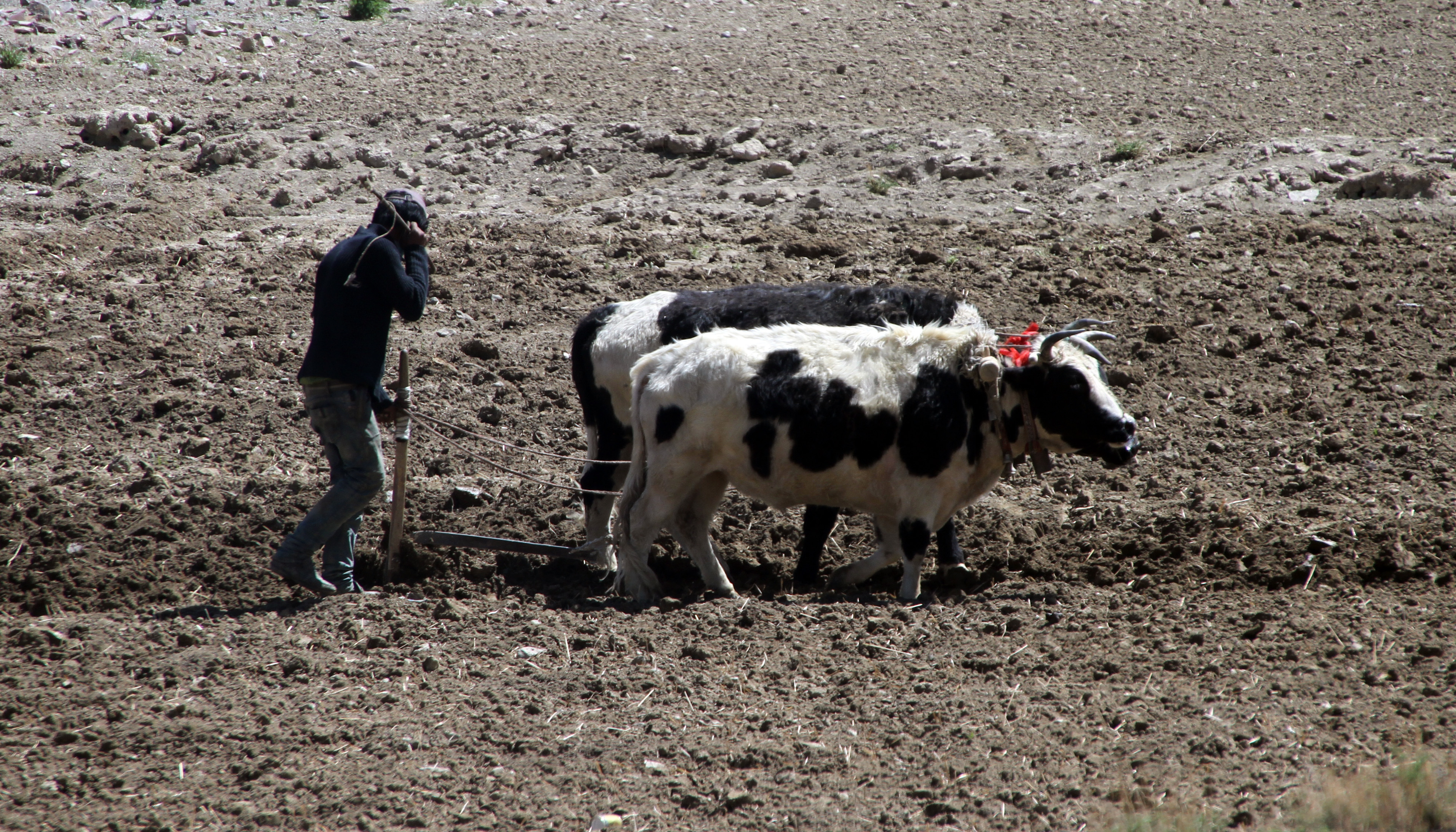
Ochsengespann in Tibet 2014
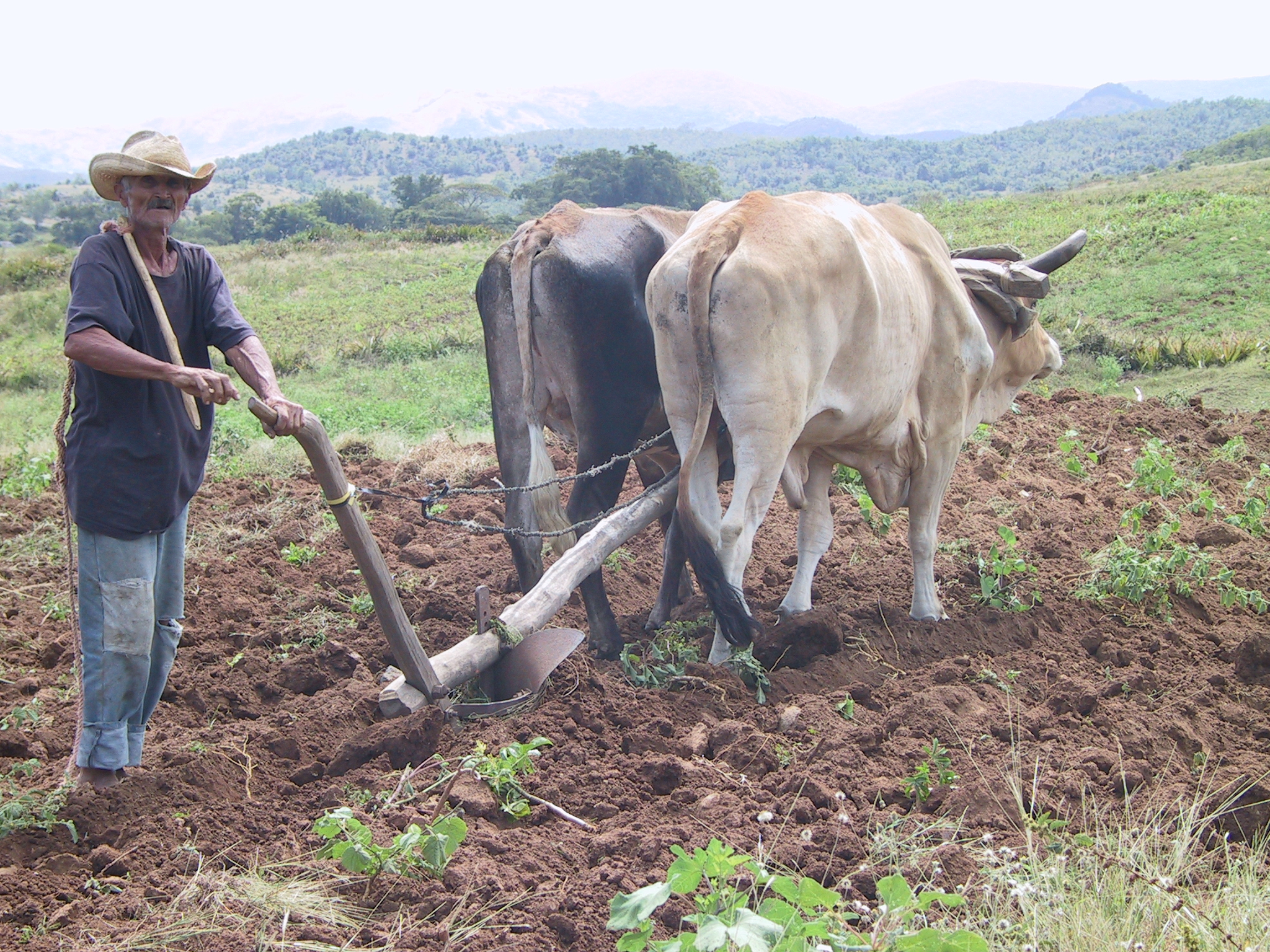
Schwingpflug mit Ochsengespann

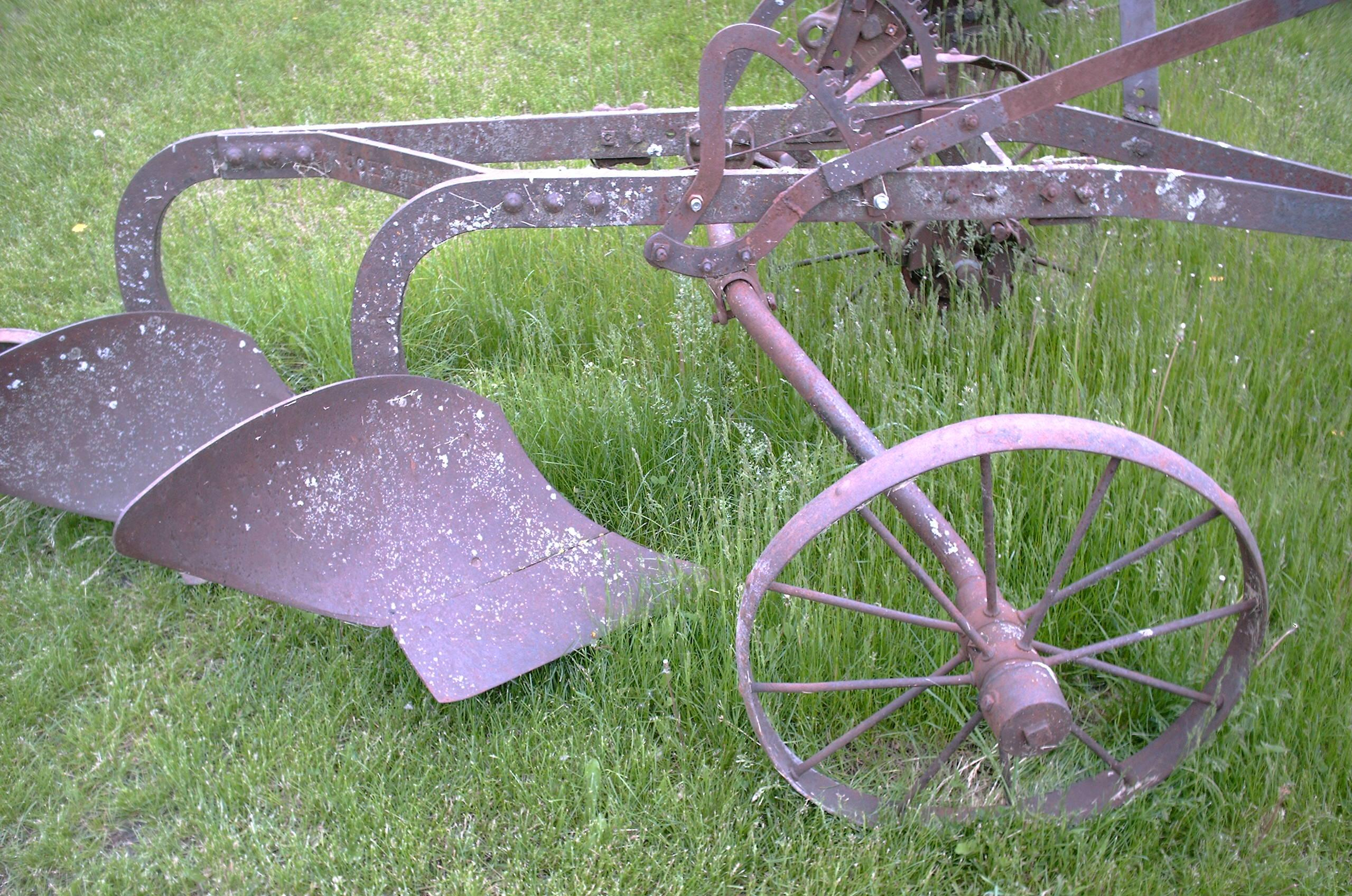
Zweischar-Beetpflug für Zugtieranspannung – Rahmenpflug

## Pflügen ohne Zugtiere: Vollmechanisierung des Pflügens
Das Zeitalter des vollmechanisierten Pflügens mit Maschinenpflügen begann in Europa ab etwa 1850 mit dem Dampfpflug. 1858 verlieh die britische Royal Agricultural Society (Königliche Landwirtschaftliche Gesellschaft) dem englischen Ingenieur John Fowler ein Preisgeld von 500 Pfund für die Entwicklung des Dampfpflugs, das sie für einen wirtschaftlichen Ersatz von Pflug oder Spaten ausgelobt hatte. Dies waren Lokomobile, die am Ende des Feldes aufgestellt wurden, um an Seilwinden den Pflug auf dem Feld hin- und herzuziehen. Die schweren Lokomobile waren nur in landwirtschaftlichen Großbetrieben wirtschaftlich einsetzbar und zum direkten Ziehen des Pfluges ungeeignet. Eine speziell in Deutschland entwickelte und 1909 patentierte Form des motorisierten Pfluges war der Tragpflug. Im zweiten und dritten Jahrzehnt des 20. Jahrhunderts wurden leichtere Traktoren mit Verbrennungsmotor entwickelt (z. B. Fordson, Bulldog oder Hanomag WD), die es ermöglichten, einen angehängten Pflug unmittelbar über den Acker zu ziehen. Anfang des 20. Jahrhunderts wurde die Firma Kemna Bau das „führende Dampfpflug-Unternehmen auf dem europäischen Kontinent und drang auf dem Weltmarkt in die Monopolstellung englischer Firmen ein“.
Eine Vielzahl verschiedener Pflugformen entstand, die von Traktoren unterschiedlicher Leistungsklassen gezogen werden. Die Pflüge der frühen Traktoren hatten vielfach nur einen Pflugkörper, waren also „einscharig“. Allerdings gab es mehrscharige Pflüge, also solche mit mehreren Körpern hintereinander, bereits für Traktormodelle der Frühzeit.
Drei- und mehrscharige Pflüge sind oftmals mit einer variablen Schnittbreitenverstellung ausgerüstet (Variopflug).

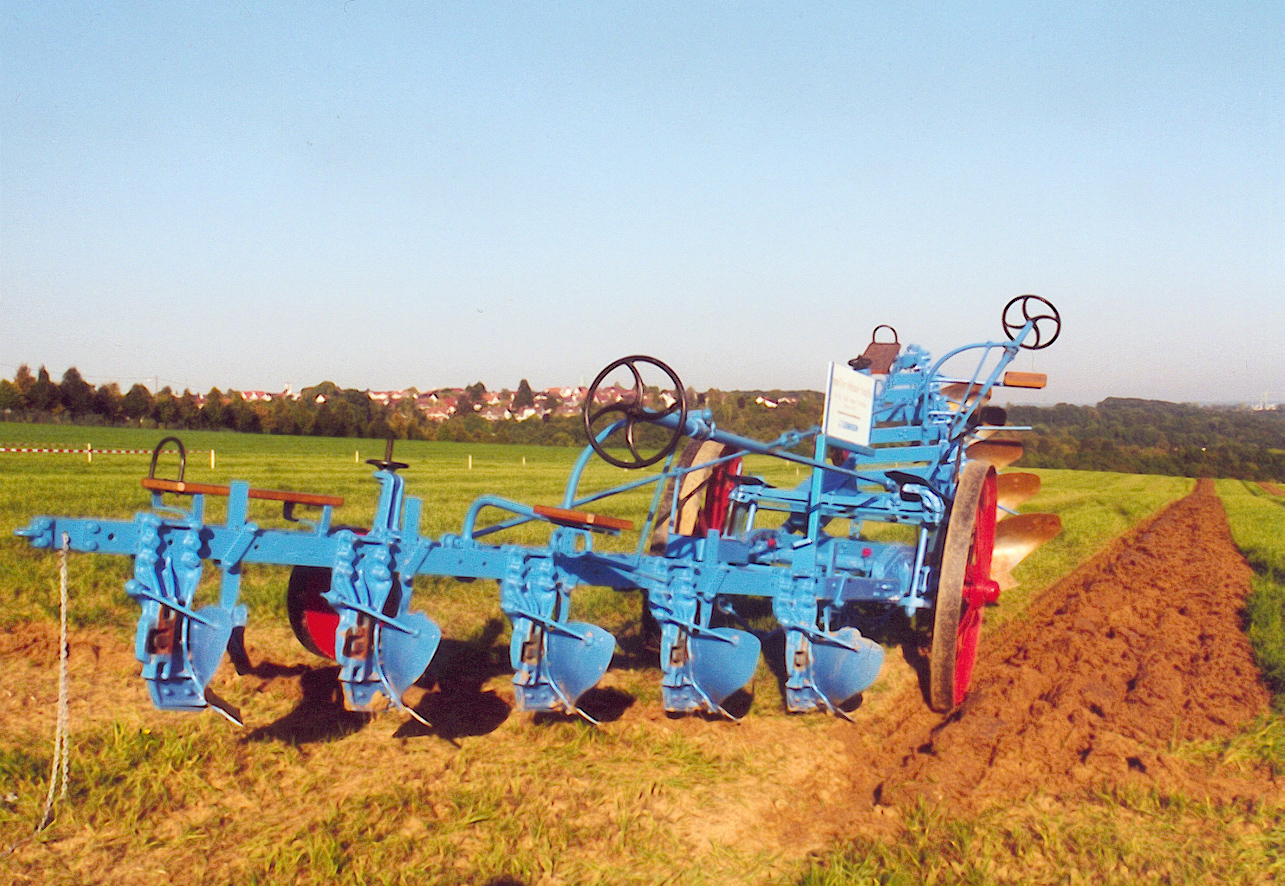
Kipppflug für „Dampfpflugbetrieb“
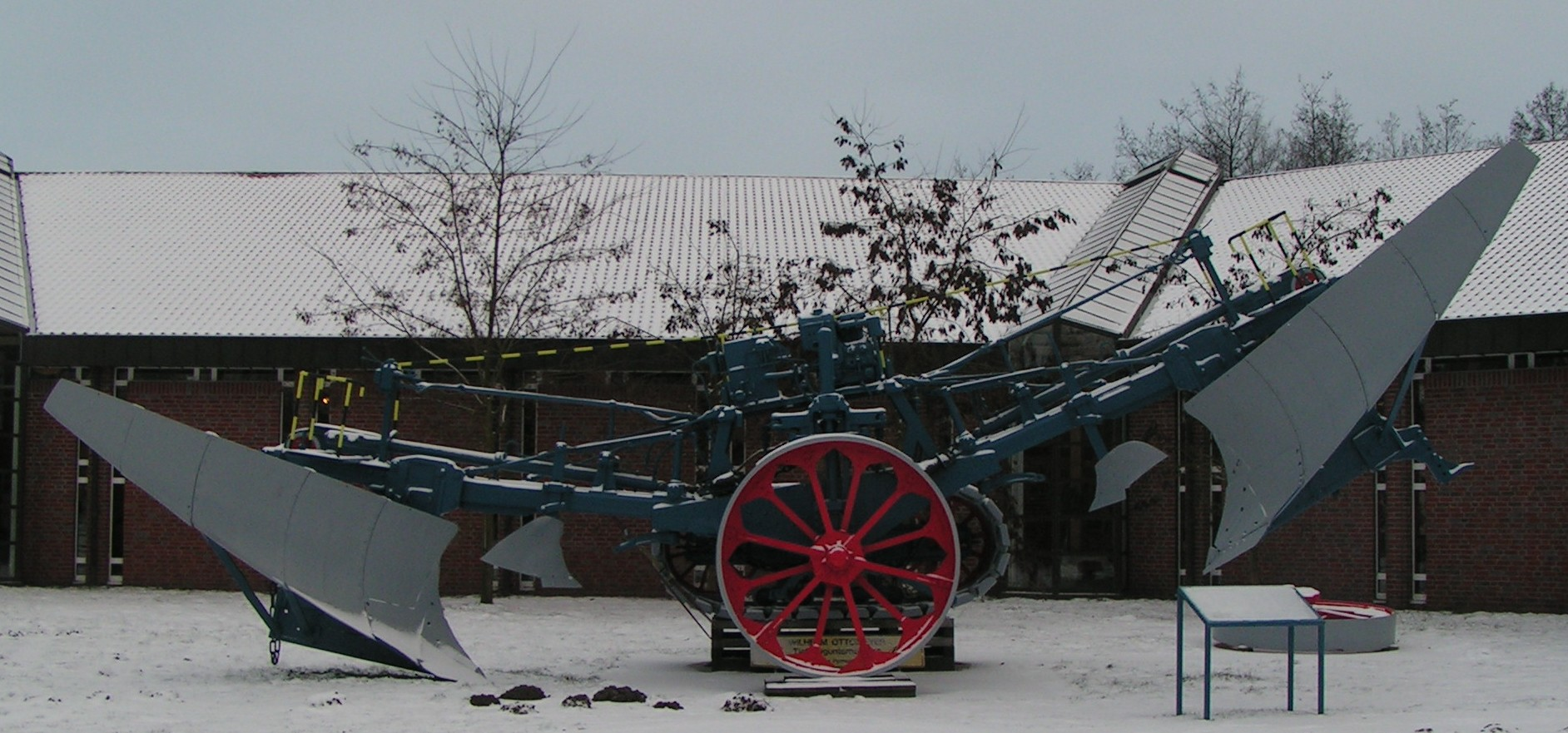
Historischer Moor-Kipppflug für Seilzug (Museum Cloppenburg)
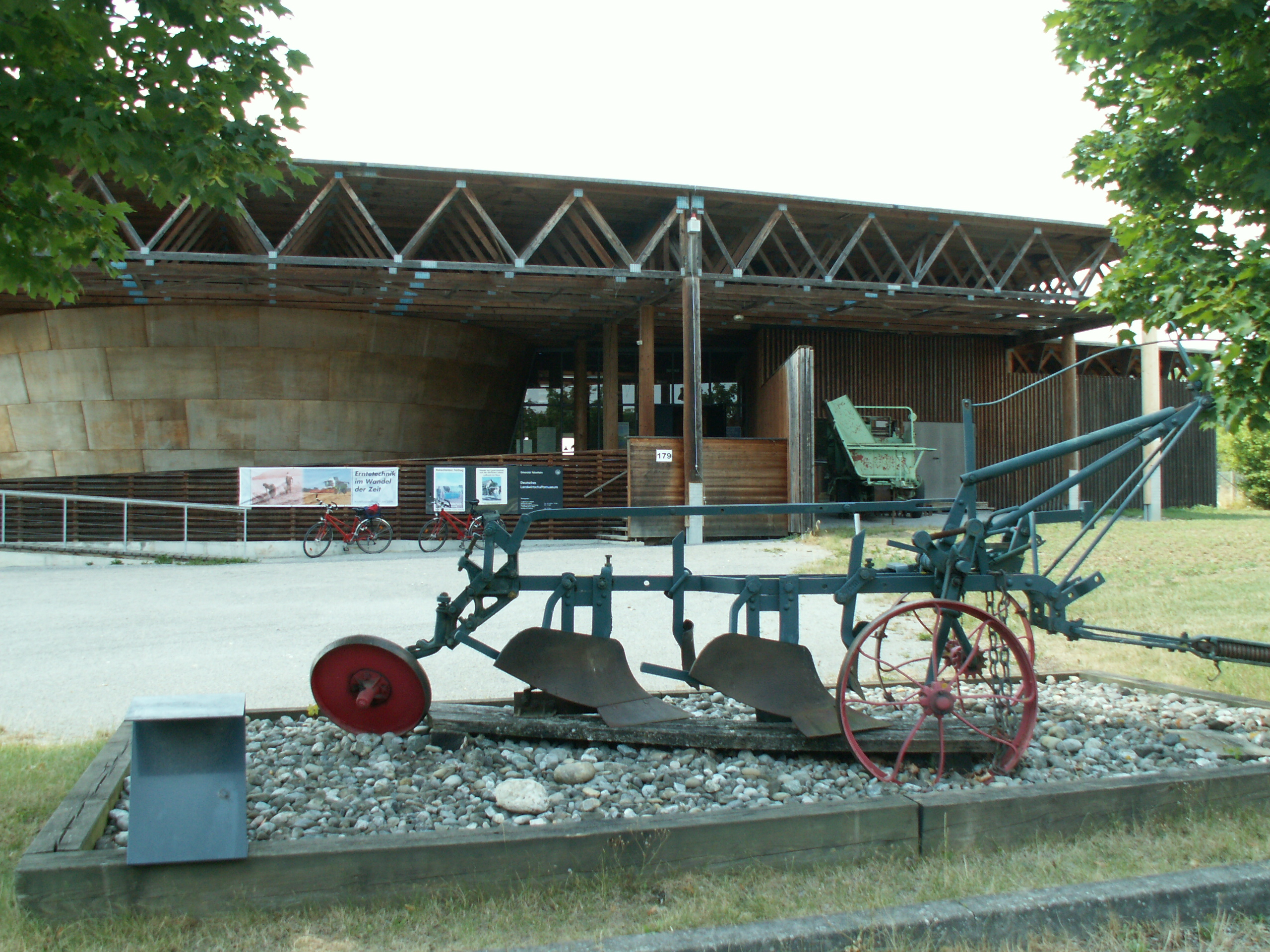
Anhänge-Beetpflug für Schlepperzug
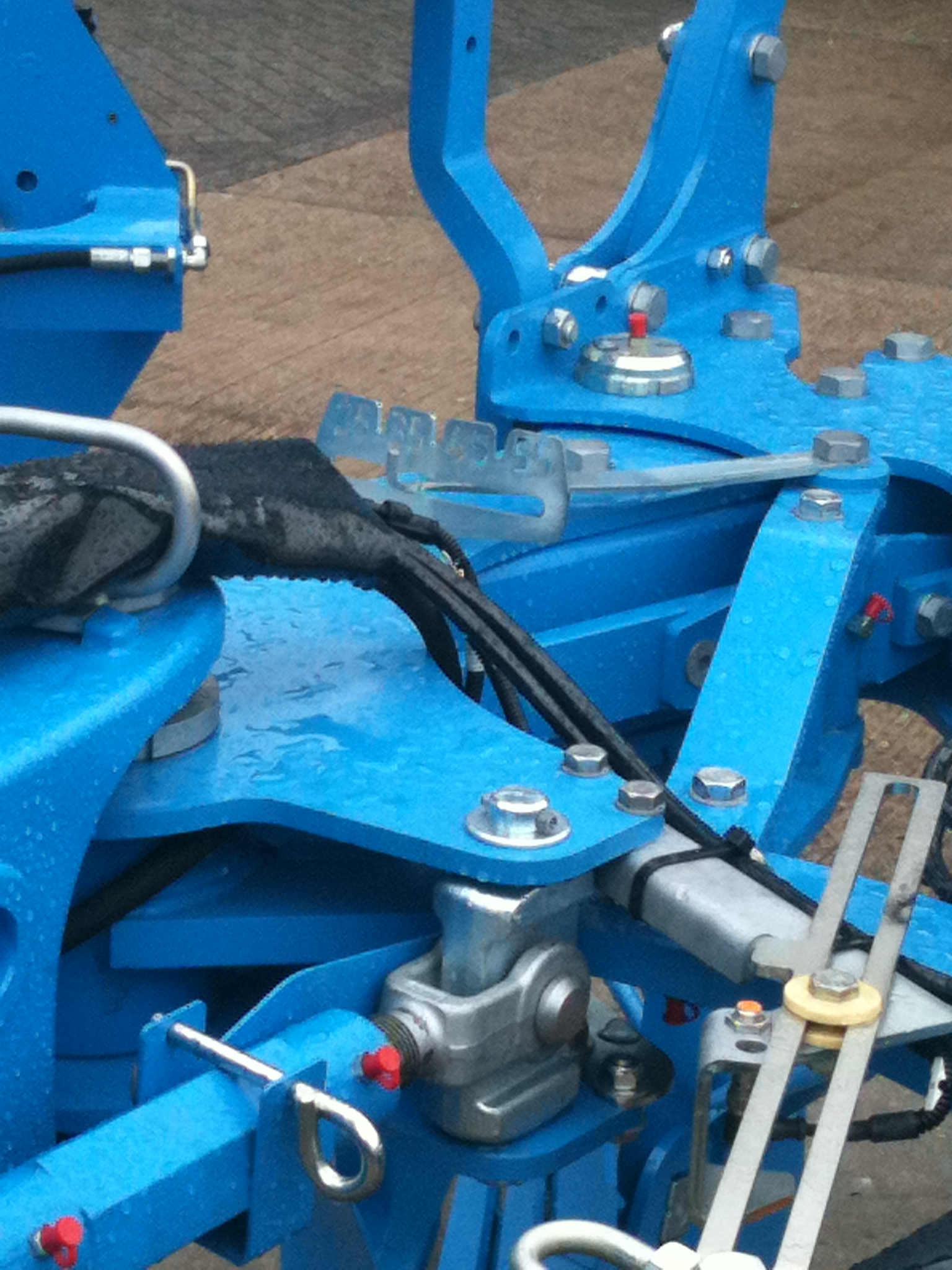
Variopflug

## Heutige Ausführungen von Pflügen

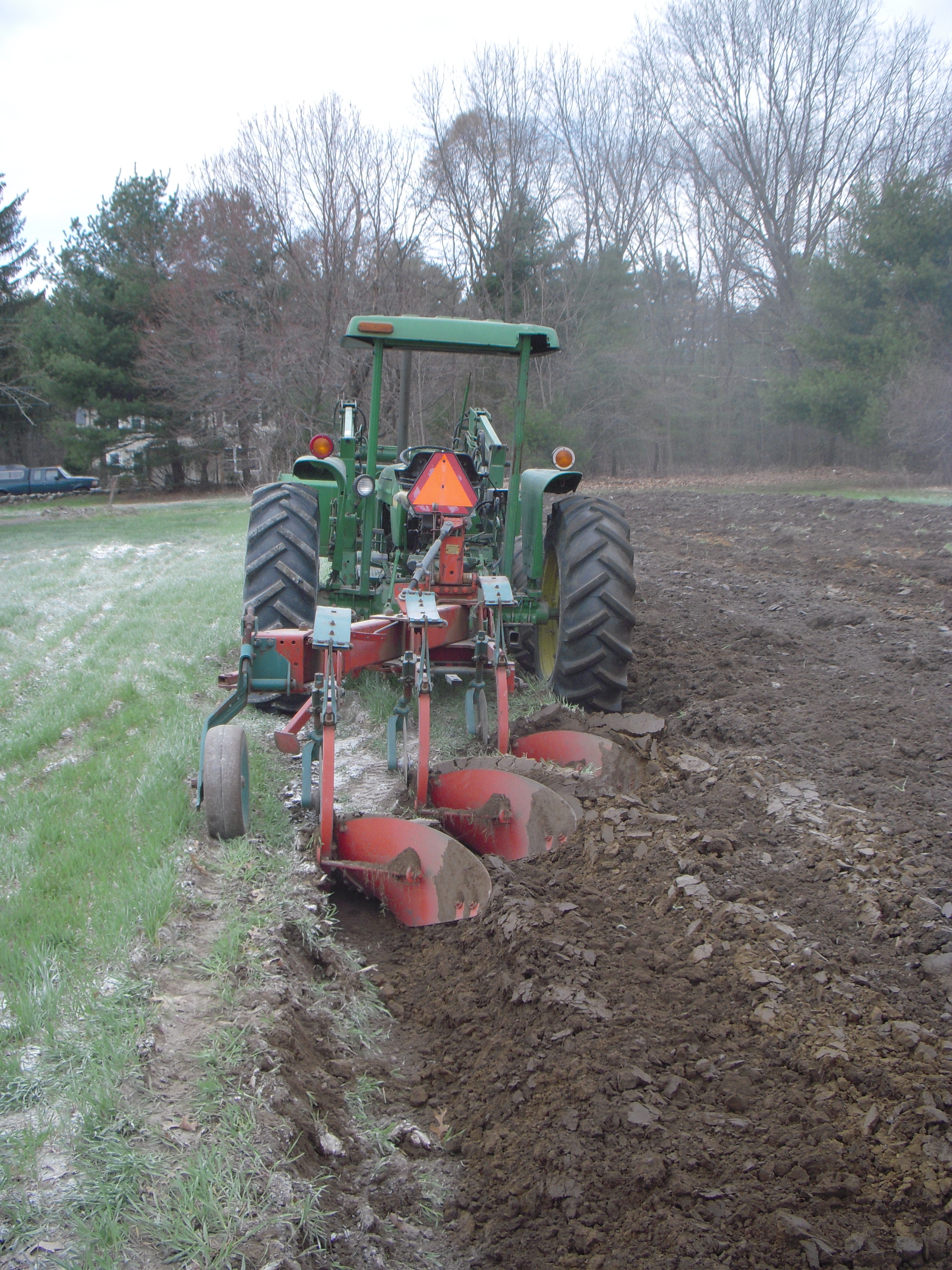
Dreischariger Beetpflug mit Scheibensechen in Aktion

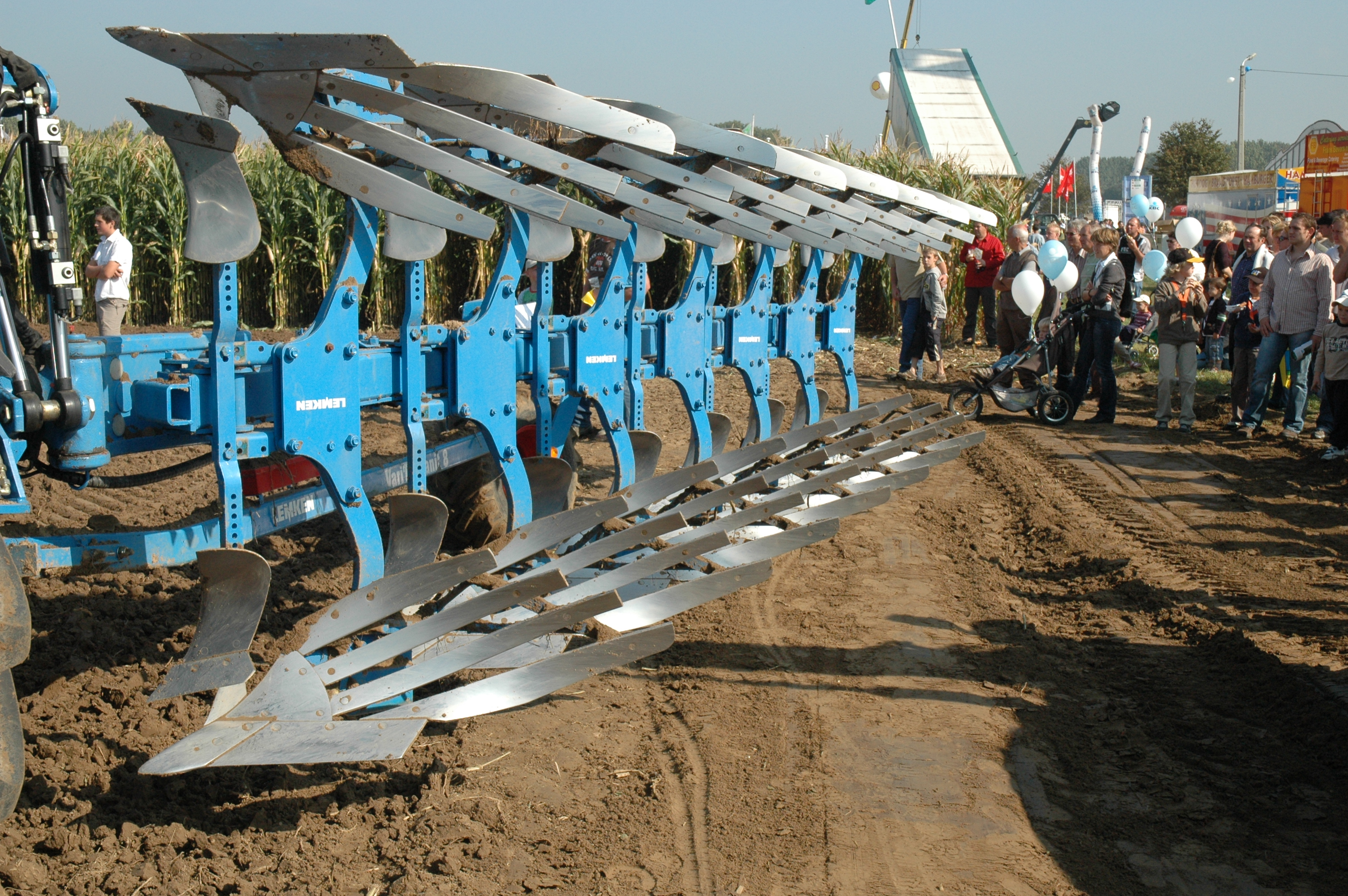
Pflug mit Streifenkörpern, Düngereinlegern und Anlagesechen

### Aufbau
An einem Stahlrahmen (Pflugrahmen oder Grindel), befinden sich einerseits Verbindungsmöglichkeiten mit einer Zugmaschine, andererseits sind Pflugschare und Seche angeschraubt. Es sind sowohl ein- jedoch mehrheitlich mehrscharige Pflüge im Einsatz. Die Schare sind in Reihe, entsprechend der jeweiligen Schnittbreite, schräg hintereinander angeordnet. Die verschiedenen Bauformen sind nachfolgend beschrieben.

### Anhängungsarten
Anhängepflug
Pflug, der an eine Zugmaschine gekoppelt ist, aber manuell ausgehoben wird. Diese Pflugart war bis zum Aufkommen von Ackerschleppern mit Hydrauliksystemen verbreitet. Eine Sonderform war der Dampfpflug, der von einem oder zwei stationären dampfbetriebenen Lokomobilen mit Seilwinde über den Acker gezogen wurde.
Anbaupflug
Pflug, der fest am Schlepper angebaut wird und von diesem mittels Dreipunkthydraulik in Transport- bzw. Arbeitsstellung gebracht wird. Heute meistens 2-scharig bis 8-scharig.
Aufsattelpflug
Pflug mit eigenem Fahrwerk (1 oder 2 Räder), das ein Teil des Pfluggewichtes trägt. Heute meist ab 6 Scharen und in der Regel in Europa bis max. 20 Scharen realisierbar.

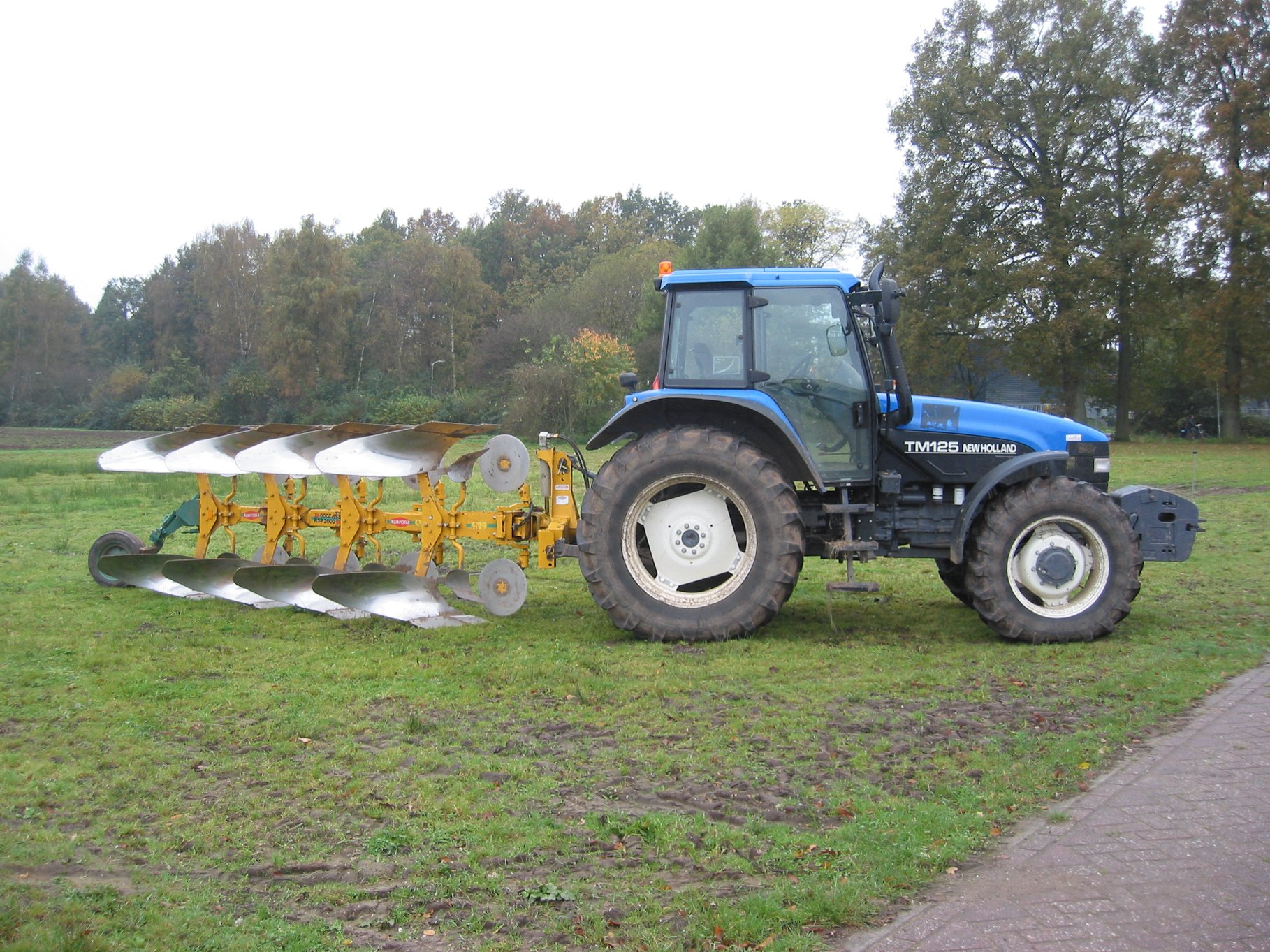
Anbau-Vierscharvolldrehpflug mit Scheibensechen
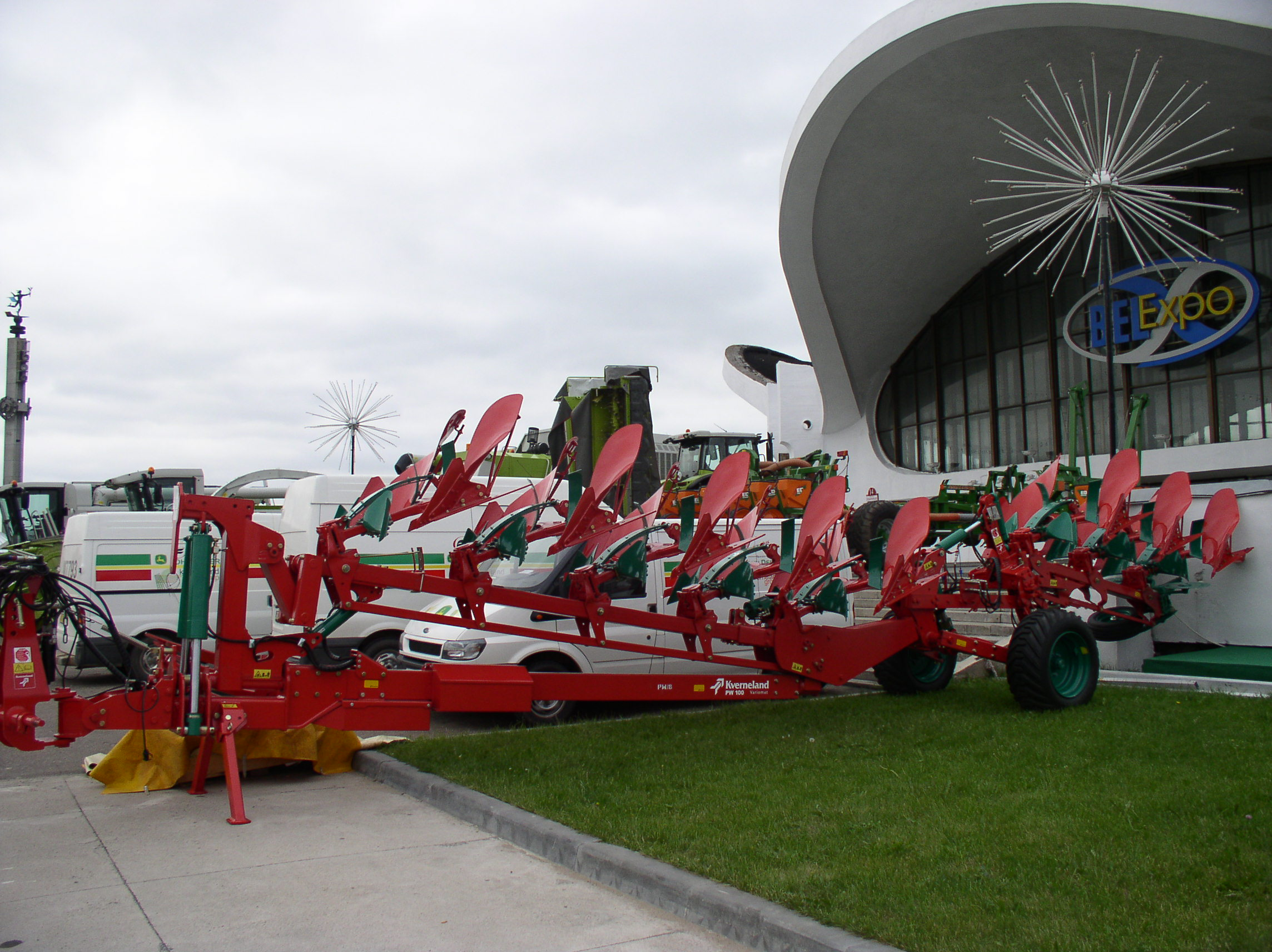
Aufsattelpflug

### Pflugbauart
Beetpflug
Pflug mit einer Reihe Scharen, der den Boden nur in eine Richtung, meist nach rechts, wendet. Größere Felder müssen deshalb in kleinere „Beete“ eingeteilt werden, daher der Name Beetpflug.
Kehrpflug
Pflüge verschiedener Bauart mit rechts- und linkswendenden Scharen, die am Ende des Feldes die Kehrtwende und Rückfahrt in der zuletzt gezogenen Furche ermöglichen. Unterschieden werden:
Volldrehpflug;
Pflug mit rechts- und linksdrehenden Scharen, die sich senkrecht gegenüberstehen und durch eine Volldrehung von 180 Grad in Arbeitsstellung gebracht werden (Verbreitete Kehrpflugart).
Winkeldrehpflug
Pflug mit rechts- und linksdrehenden Scharen, die in einem 90-Grad-Winkel zueinander befestigt sind. Diese Form war vor allem in landwirtschaftlichen Kleinbetrieben verbreitet (Nur noch in Gärtnereien und kleinen Hobbylandwirtschaften vorzufinden).
Kipppflug;
Pflug mit rechts- und linksdrehenden Scharen, die sich in Zugrichtung gegenüberstehen und durch einen Kippvorgang in Arbeitsstellung gebracht werden (Nur noch Einzelstücke zu finden).

### Pflug-Sonderformen
Frontpflug
Ein Pflug, der im Fronthubwerk des Traktors angebaut und somit geschoben wird. Diese Form ist in Frankreich häufiger zu finden. Meist handelt es sich dabei um 3–4 Schar Volldrehpflüge, die in Kombination mit einem im Heck des Traktors angebauten Pflug betrieben werden. Durch den ergänzenden Anbau eines Frontpfluges werden die Schlepperachsen gleichmäßiger belastet, es verschlechtert sich aber die Lenkbarkeit des Traktors während der Pflugarbeit.
Hackpflug
Der Hackpflug verfügt in der Regel über eine zentrale Gänsefußschar sowie 2 oder 4 weitere Schare die auch Winkelschare sein können. Mit diesem Gerät wird zwischen Pflanzenreihen der Boden gelockert und mechanische Unkrautbekämpfung durchgeführt.
Häufelpflug (Häufler)
Beim Häufelpflug befindet sich am Pflugkörper ein symmetrisches, mit seiner Spitze in die Erde eindringendes Schar sowie je ein links und rechts wendendes Streichblech. Hiermit erzeugt man Furchen, zwischen denen die aufgeworfene Erde Dämme bildet, wie sie zum Beispiel im Kartoffel- und Spargelanbau benötigt werden. Die Streichbleche der Häufelpflüge sind teilweise zur Änderung der Dammgröße verstellbar ausgeführt.
Grabenpflug
Ähnlich dem Häufelpflug verfügt auch der Grabenpflug, mit dem sich etwa 50 cm breite Gräben beispielsweise als Pflanzgraben für Spargel ziehen lassen, über ein keilförmiges Schar und zwei nebeneinander angeordnete Streichbleche.
Kartoffelrodepflug
Der Kartoffelrodepflug wird zum Roden von Kartoffeln verwendet. Ähnlich dem Häufelpflug verfügt auch der Rodepflug über ein symmetrisches Schar. Das Schar unterfährt den zu rodenden Kartoffeldamm und lockert ihn auf. Anstelle von Streichblechen folgt auf das Schar ein schräg ansteigender Rost aus runden Stahlstäben, der die gelockerte Erde so absieben soll, dass die Kartoffeln zum einfacheren Aufsammeln von Hand möglichst nahe an der Oberfläche zu liegen kommen. Die technische Weiterentwicklung mit Rodeschar und Schleuderrad ist der Kartoffelroder.
Kreiselpflug
Pflug, bei welchem das Streichblech als senkrecht kreisender Zylinder ausgebildet ist, welcher über einen Riemenantrieb von der Zapfwelle des Schleppers angetrieben wird. Ziel dieser Konstruktion der Landmaschinenfabrik Hermann Raussendorf war die höhere Flächenleistung durch Verminderung des Schlupfs an den Schlepperrädern (Pflugform-Beispiele finden sich nur noch vereinzelt).
Schälpflug
leichter Pflug mit kleinen Scharen und einer Arbeitstiefe von 5 bis 10 cm. Das Ziel: Pflanzenreste nach der Ernte durch geringe Bodenbedeckung einer schnellen Rotte zuzuführen und gleichzeitig ein einfaches Saatbett für Zwischenfrüchte herzustellen (Heute weitgehend durch rotierende Ackergeräte ersetzt).
Scheibenpflug
Pflug aus schräg hintereinander angebrachten tellerförmigen Stahlscheiben. Der schwierige Zugkraftverlauf dieses Pfluges (schräg zur Fahrtrichtung) lässt nur flache Furchen bzw. den Einsatz zur Stoppelbearbeitung zu. Die Zugkraftproblematik wurde durch gegenläufige Teller bei der Scheibenegge gelöst. Höhere Flächenleistung und bessere Bodendurchmischung als Schälpflug bedeuten aber ungünstigeres Saatbett für die Stoppelsaat. Scheibenpflüge haben nur noch historische Bedeutung; die Scheibenegge zur Stoppelbearbeitung wurde weitgehend durch rotierende Maschinen bzw. Werkzeuge an Sämaschinen (Drillsaat, Direktsaat) verdrängt.
Schichtenpflug
Pflug mit übereinander angebrachten Scharen, wobei das obere Schar den Boden flach wendet (bis ca. 15 cm) und das untere „Lockerungsschar“ den Boden auflockert, aber nicht wendet (ab 15 bis 30 cm Tiefe). Dieser Pflug zur Untergrundlockerung kann sowohl nach Fahrspurschäden als auch bei Pflugsohlenverdichtungen eingesetzt werden.
Schwenkpflug
Pflug mit symmetrischen Pflugkörpern, bei dem der Wechsel der Wenderichtung nach rechts bzw. links durch Schwenken des Rahmens um eine vertikale Achse erfolgt. Der Schwenkpflug ist aufgrund der einfachen Bauart kostengünstiger herzustellen als ein Drehpflug; die Qualität der Pflugarbeit ist allerdings abhängig vom Bodenzustand, überhaupt lassen sich tonige, feuchte Böden mit dem Schwenkpflug nicht bearbeiten.
Tiefpflug
Pflug mit Schar und übergroßen Streichblechen zur Moorkultivierung, auch Rigolpflug, Rajolpflug oder Tiefgangpflug genannt, siehe Tiefpflügen.

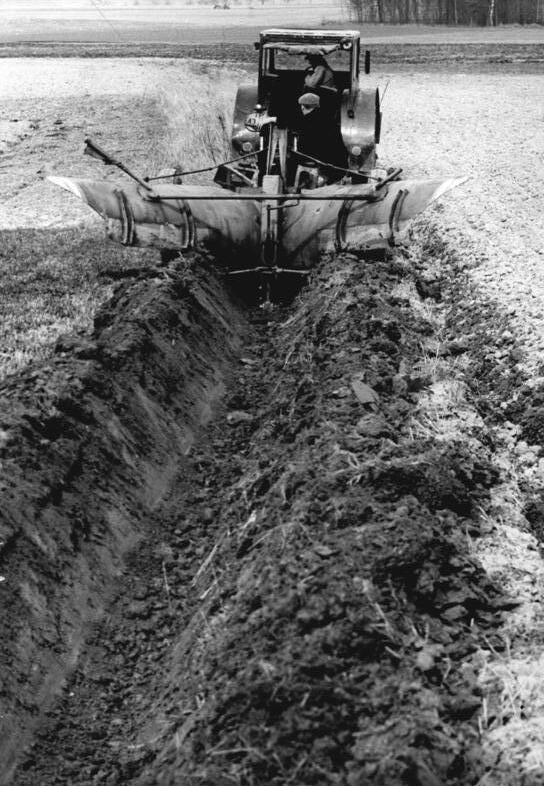
Grabenpflug
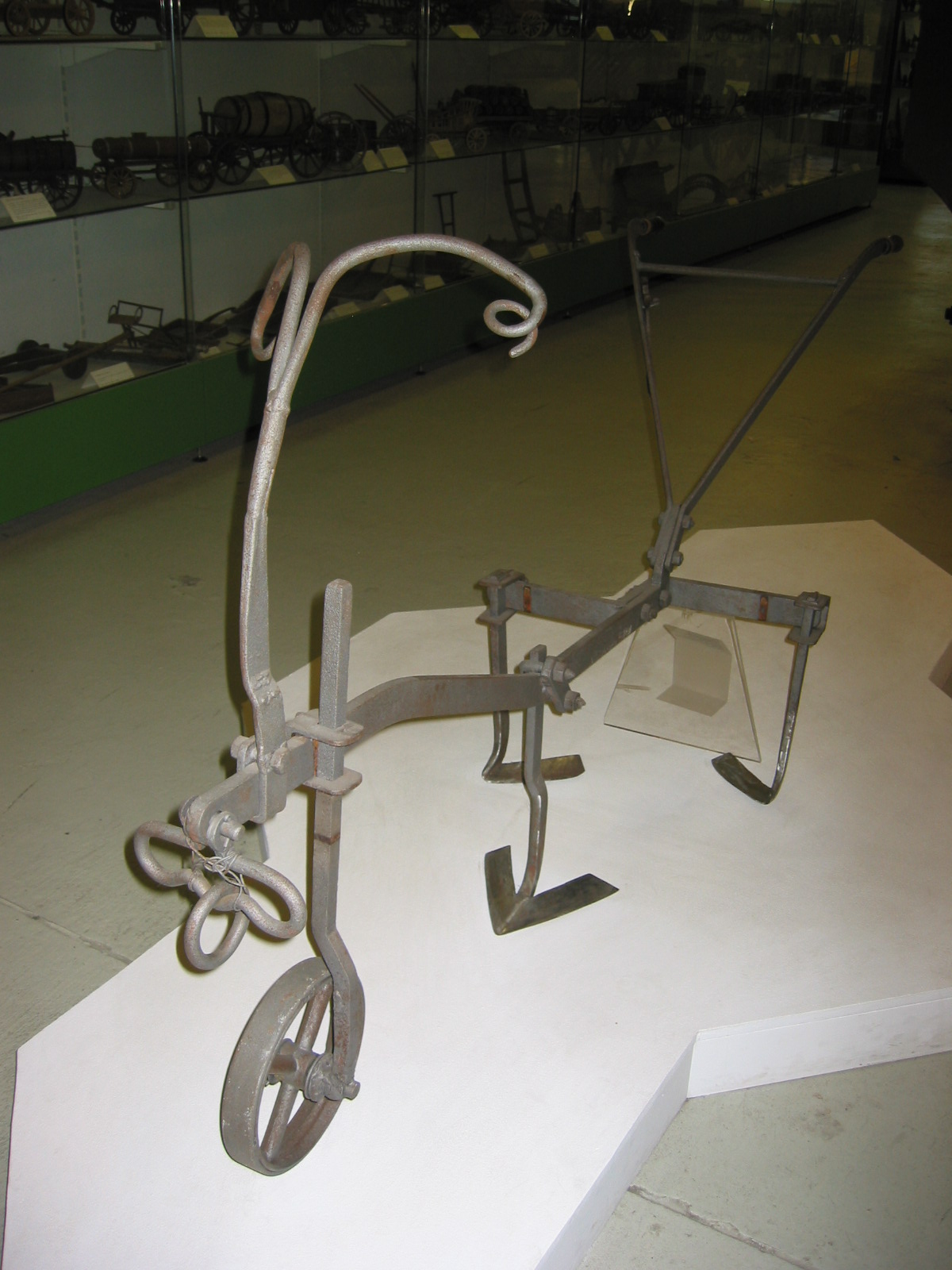
Hackpflug für Tieranspannung
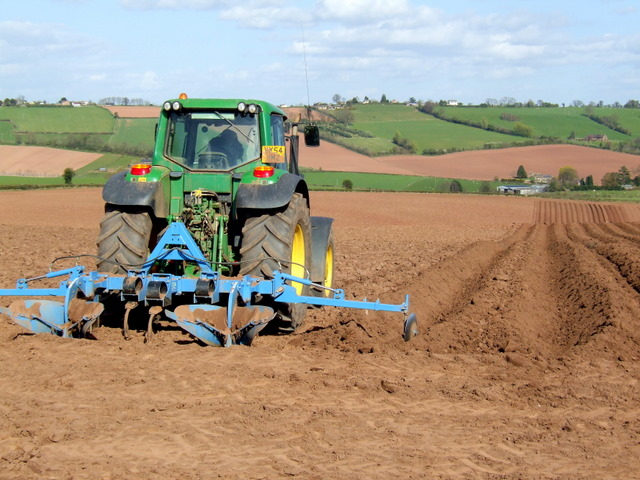
Häufelpflug
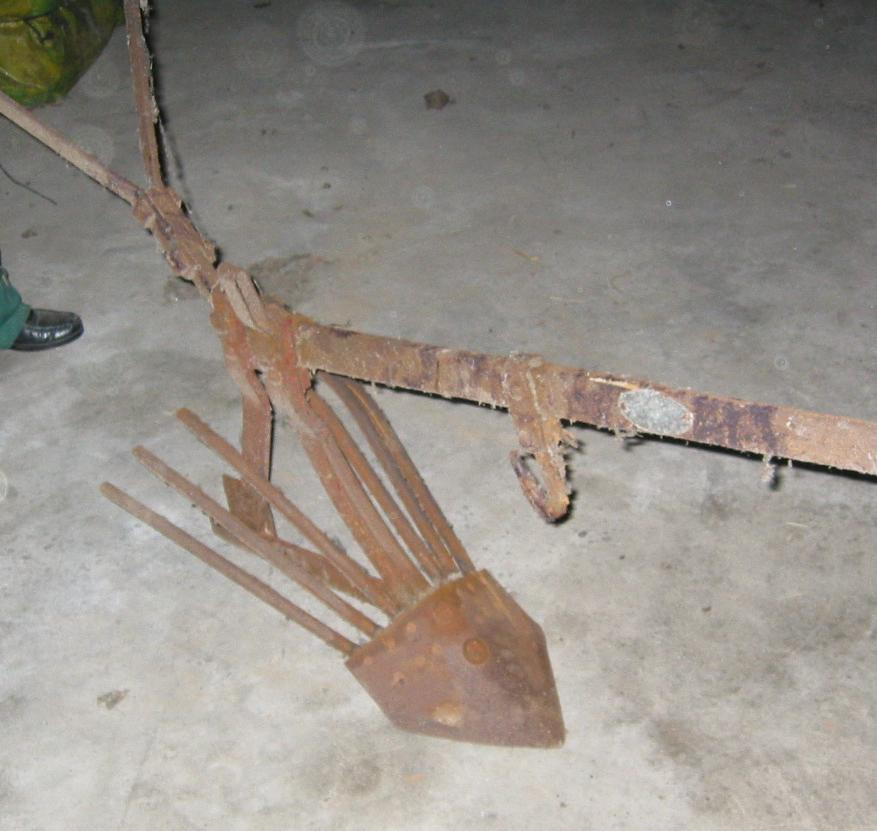
Kartoffelrodepflug für Zugtieranspannung
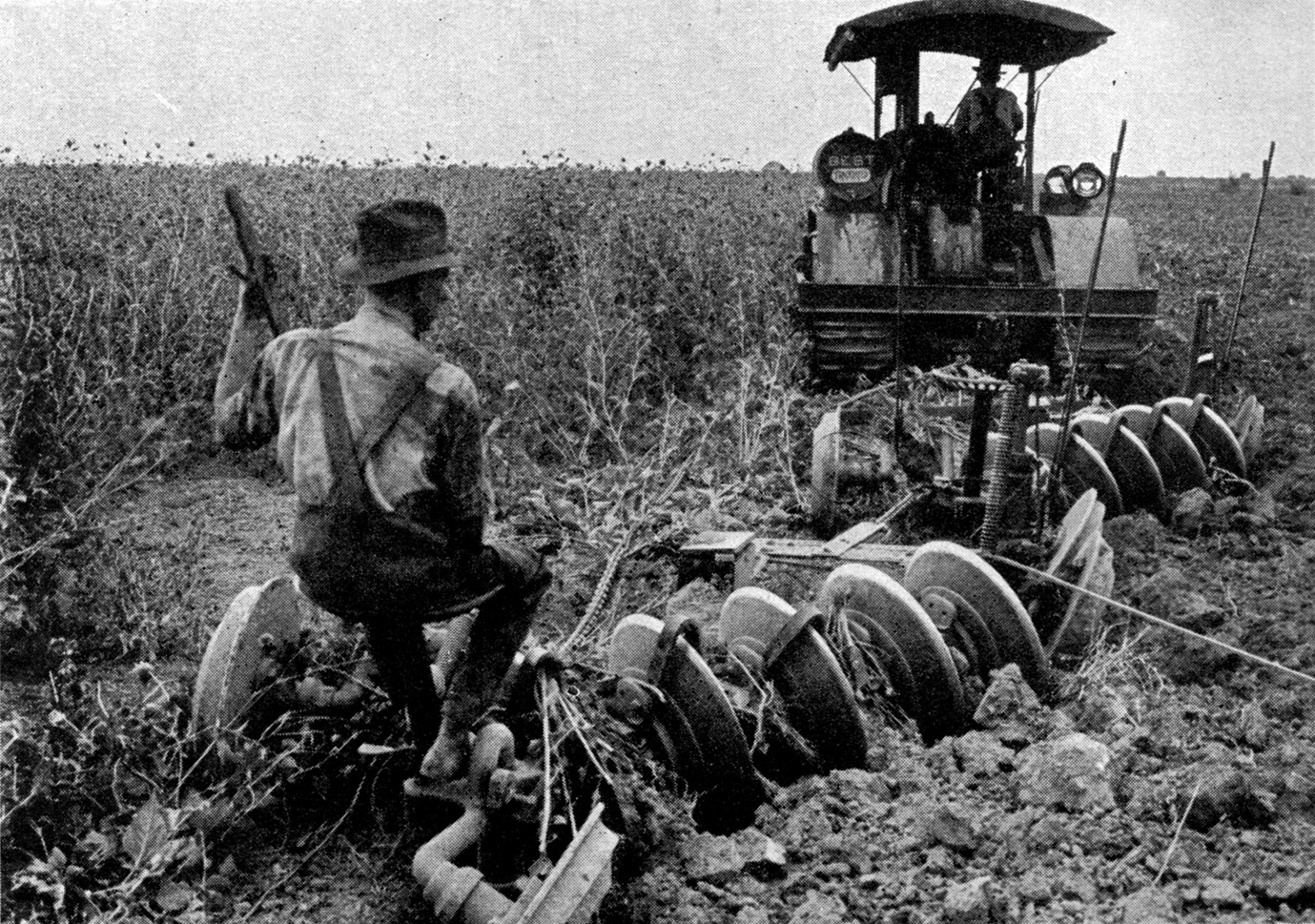
Scheibenpflug
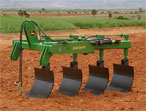
Schwenkpflug

## Hersteller
Hersteller pferdegezogener Pflüge:
Helwig, Eberhardt, Landsberg, Rud. Sack, Ventzki, Printz, Hildebrand
Ehemalige Hersteller:
Eberhardt, Eicher, Fortschritt, J. Kemna-Breslau, Krone, Landsberg, Frost, Regent, Vogel & Noot
Aktuelle Hersteller:
Amazone, Gassner, Grégoire-Besson, Kongskilde, Kuhn, Kverneland, Lemken, Överum, Pöttinger, Rabe, Niemeyer Agrartechnik

## Pflugwettbewerbe

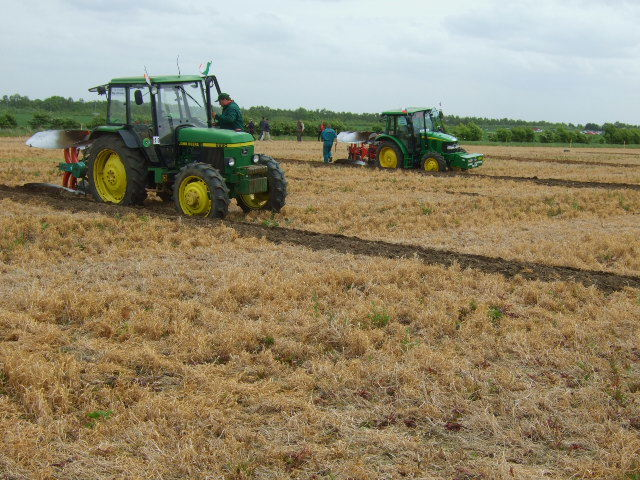
Pflugwettbewerb

Während regionales Wettpflügen mit Zugtieren bereits seit 1855 dokumentiert ist, werden erst seit Mitte des 20. Jahrhunderts regelmäßig Landes-, Bundes-, Europa- und Weltmeisterschaften im Pflügen mit Traktoren durchgeführt. Im Jahre 1952 wurde die World Ploughing Organization (WPO) gegründet. Die WPO veranstaltet die jährlichen Weltmeisterschaften im Pflügen. 1953 wurde die erste Weltmeisterschaft in Kanada durchgeführt. In Deutschland fanden Weltmeisterschaften 1958, 1978, 1998 und 2018 statt. Österreich war 1964, 1987 und 2008 Austragungsort der Weltmeisterschaft. Die 61. Weltmeisterschaft fand 2014 in Frankreich statt.
Junge Landwirte treten in verschiedenen Altersklassen und Pflugkategorien zum Leistungspflügen gegeneinander an. Die Regeln sind international festgelegt und werden von allen teilnehmenden Länder-Organisationen anerkannt; die Pflüger sind auf sich alleine gestellt, Hilfe und Ratschläge durch andere Personen sind nicht zulässig. Vom Schiedsgericht werden vor allem die Geradlinigkeit der Furchen, deren konstante Tiefe, das gleichmäßige Erscheinungsbild des gepflügten Feldes und die zügige Arbeit beurteilt. An die Weltmeisterschaft in Österreich (1964) erinnert ein Denkmal in Haringsee. Pflugwettbewerbe haben dort eine langjährige Tradition und Österreich gilt mit 15 Weltmeistertiteln und 7 Vize-Weltmeistern vor Nordirland als erfolgreichste Nation in der Geschichte der Pflug-Weltmeisterschaft.
Amtierende Weltmeister (2019) sind Andrew B. Mitchell Sr. aus Schottland und Marco Angst aus der Schweiz.

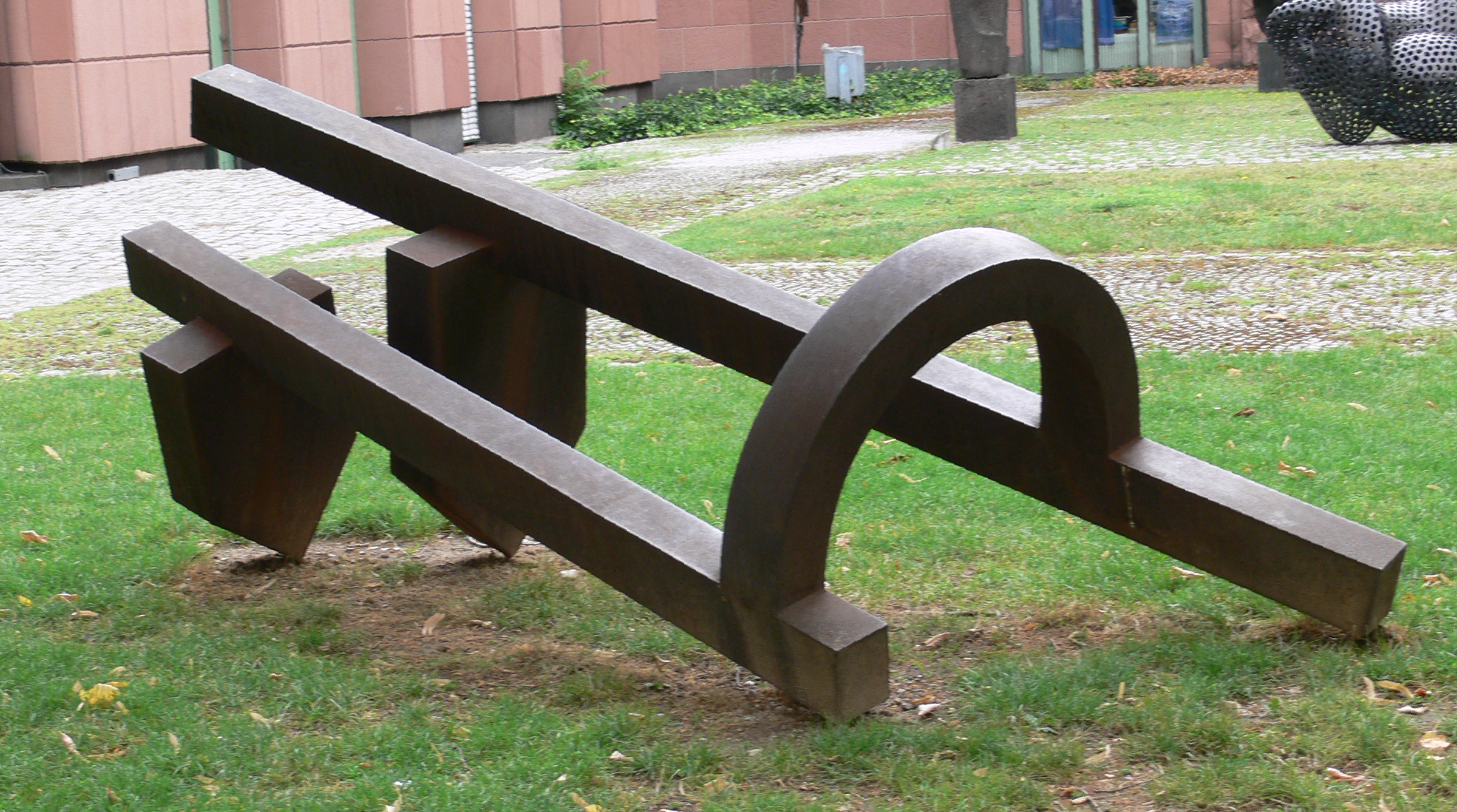
Pflug, Stahlskulptur, Skulpturengarten Kunsthalle Mannheim (1988)

## Heraldik

Pflug im Wappen

Auch in der Heraldik hat der Pflug Einzug gehalten. Stark stilisiert ist er als Zeichen einer bedeutenden Landwirtschaft eine gemeine Figur im Wappen. Auch nur eine Pflugschar wird gern genommen.

## Symbolik
In einigen Kulturen zählt der Pflug als Symbol für Fruchtbarkeit, da beim Pflügen die Felder für die Aussaat vorbereitet werden. Das Pflügen wird dabei der Befruchtung gleichgesetzt.
Die Landvolkbewegung führte eine schwarze Fahne, auf der ein weißer Pflug sowie ein rotes Schwert abgebildet war.